# Linie van Du Moulin

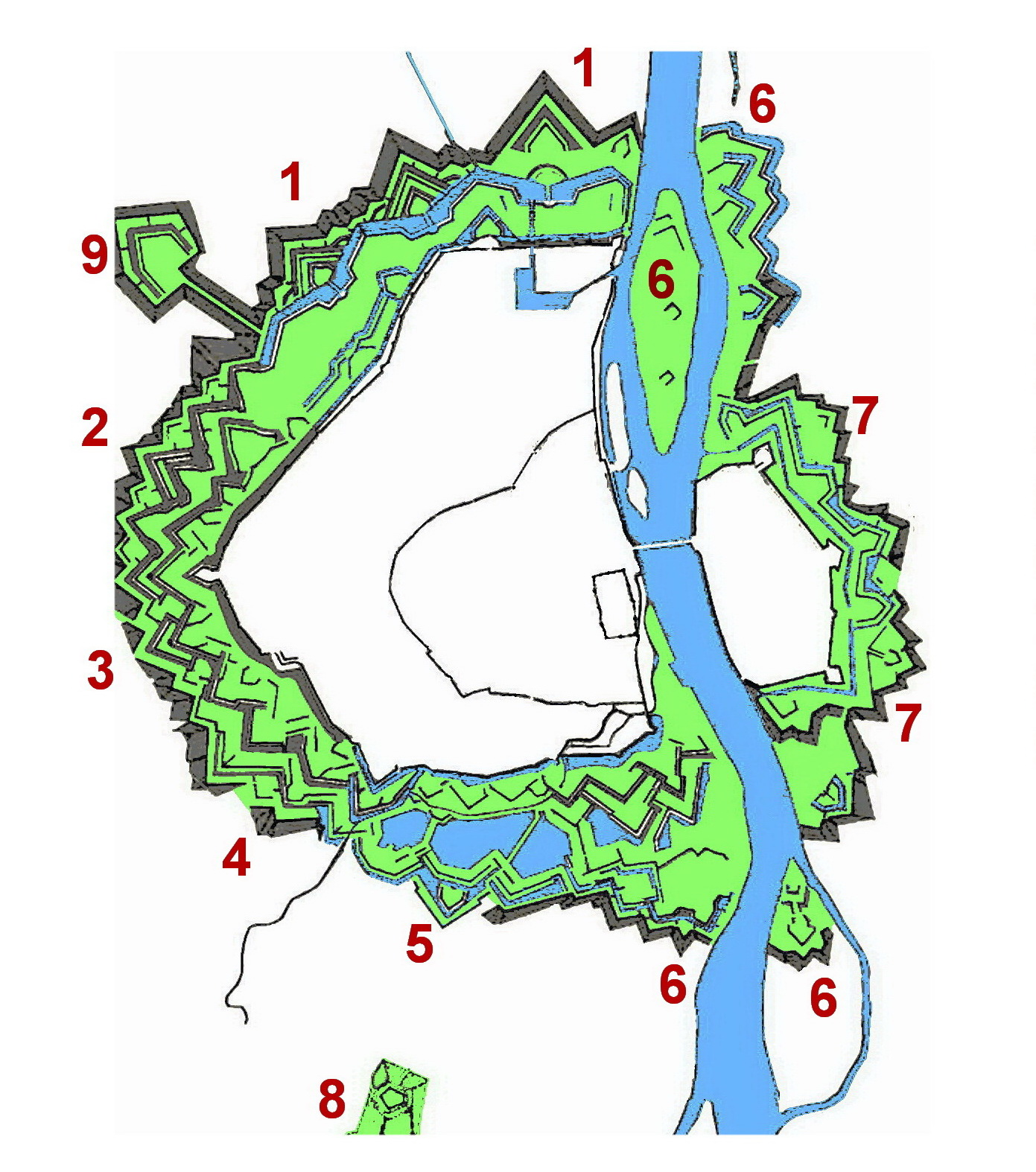
De buitenwerken van Maastricht. De Linie van Du Moulin (2) bevindt zich tussen de Nieuwe Bossche Fronten (1) en de verdwenen Hoge Fronten (3). 9 is Fort Willem I

De Linie van Du Moulin of Hoge Fronten van Du Moulin, vaak niet geheel correct aangeduid als Hoge Fronten (Maastrichts: De Wèrreke), is een circa 15 hectare groot gebied in de wijk Frontenkwartier in Maastricht, waar een achttal buitenwerken van de vestingwerken van Maastricht bewaard zijn gebleven. De eind 18e eeuw door Carel Diederik du Moulin ontworpen vestingwerken zijn beschermd als rijksmonument en zijn opgenomen in een gedeeltelijk openbaar park annex natuurgebied, het Frontenpark.

## Ligging
De Linie van Du Moulin is onderdeel van de gordel van 'droge' vestingwerken - of Hoge Fronten - aan de westzijde van het Maastrichtse stadscentrum. Het relatief hooggelegen gebied ligt ten noordwesten van de Statensingel, tussen de Cabergerweg en de Pastoor Habetsstraat. Aan de Cabergerweg ligt ook het Fort Willem I, maar dit is geen onderdeel van de Linie van Du Moulin. Vóór de opheffing van de vesting in 1867 strekten de Hoge Fronten zich uit tot aan de Jeker, maar van het zuidelijk deel, tussen de Pastoor Habetsstraat en de Jeker, is bovengronds alleen het bastion Waldeck over (en enkele nabije fragmenten). Ondergronds is hier wel nog veel bewaard gebleven: onder de buurten Mariaberg en Brusselsepoort bevindt zich een uitgebreid netwerk van ondergrondse mijngalerijen, onderdeel van de in totaal 11 km lange ondergrondse verdedigingswerken van Maastricht. Van de op de Linie van Du Moulin aansluitende Nieuwe Bossche Fronten, onderdeel van de Lage Fronten, zijn eveneens grote delen bewaard gebleven.

## Geschiedenis

### Voorgeschiedenis
Aan het einde van de middeleeuwen werd het duidelijk dat door het verbeterde geschut de stadsmuren niet langer voldeden als verdedigingswerk. In de tweede helft van de 16e eeuw werden ook in Maastricht buiten de tweede stadsomsluiting nieuwe buitenwerken aangelegd. Aanvankelijk gebeurde dit volgens het oud-Nederlands vestingstelsel, dat wil zeggen: aarden wallen gescheiden door natte en droge grachten. De eerste buitenwerken waren het Mariabastion en het Parmabastion, beide in Wyck.

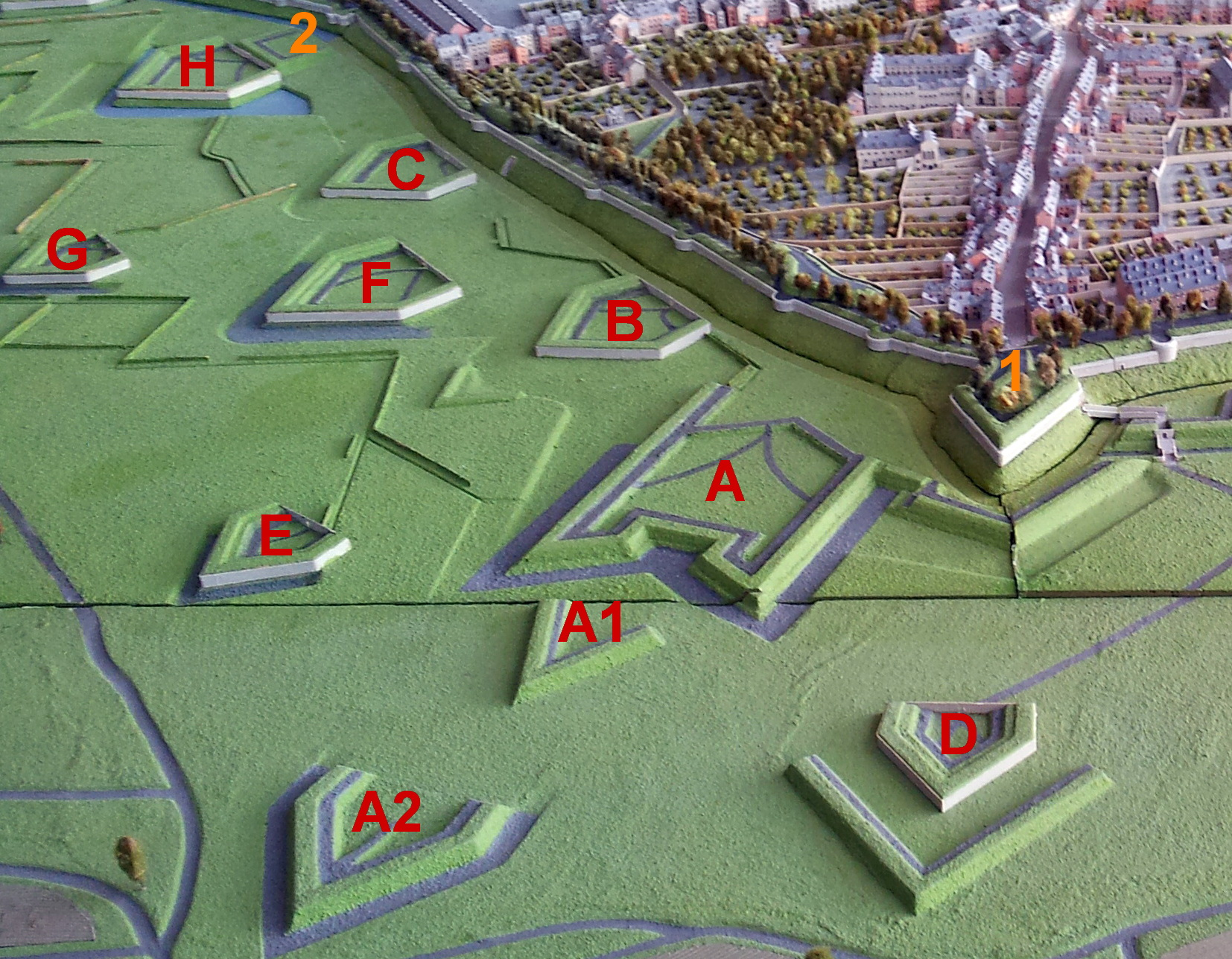
Maquette van Maastricht (ca. 1750) met noordwestelijke fronten tussen Brusselse- (1) en Lindenkruispoort (2)

De eerste buitenwerken in dit gedeelte van de stad werden pas aangelegd na de verovering van Maastricht (1632) door Frederik Hendrik, namelijk het hoornwerk bij de Brusselsepoort (A op de maquette hiernaast) en het hoornwerk Hoog Frankrijk. Later in de 17e eeuw kwamen daar enkele vrijliggende, bemuurde bastions bij: Maria en Oranje (B, C). Dat deze buitenwerken bij lange na niet voldeden bleek bij het beleg van 1673, toen de stad in minder dan twee weken door Lodewijk XIV werd ingenomen. De Franse vestingbouwer Vauban stelde diverse verbeteringen voor, waarvan tijdens de vijf jaar durende bezetting in het noordelijk deel van de Hoge Fronten de lunetten Condé en Orleans (D, E) werden gerealiseerd.
In 1688 kwamen in het gebied de bastions Saxen, Holstein en Dopff (F, G, H) gereed, naar plannen van toenmalig ingenieur-fortificatiemeester Daniël van Dopff (later vestingcommandant en militair gouverneur van Maastricht). De totale kosten van deze werken, waarvoor het hoornwerk Hoog Frankrijk moest wijken, bedroegen 22.000 gulden: 7.000 voor het grondwerk en 15.000 voor het metselwerk. Het Brusselsehoornwerk bleef gehandhaafd, maar werd uitgebreid met een ravelijn en een lunet (A1, A2). Op de door de Fransen omstreeks 1750 gebouwde Maquette van Maastricht zijn nog een aantal van deze werken te zien.

### Aanleg Linie van Du Moulin
In 1772 werd kolonel-ingenieur Carel Diederik du Moulin (1728-1793) benoemd tot directeur van het Departement van Fortificatiën van Overmaze, waaronder ook de vesting Maastricht ressorteerde. Du Moulin had andere ideeën over de vesting dan zijn voorganger Pieter de la Rive. Onder De la Rive was het aantal vestingwerken sterk uitgebreid, waardoor een groot garnizoen nodig was om alle werken te bemannen. Du Moulin stond een efficiënter systeem voor, waarbij in de Lage Fronten beter gebruik werd gemaakt van inundatie en in de Hoge Fronten de vestingwerken beter op elkaar aansloten.

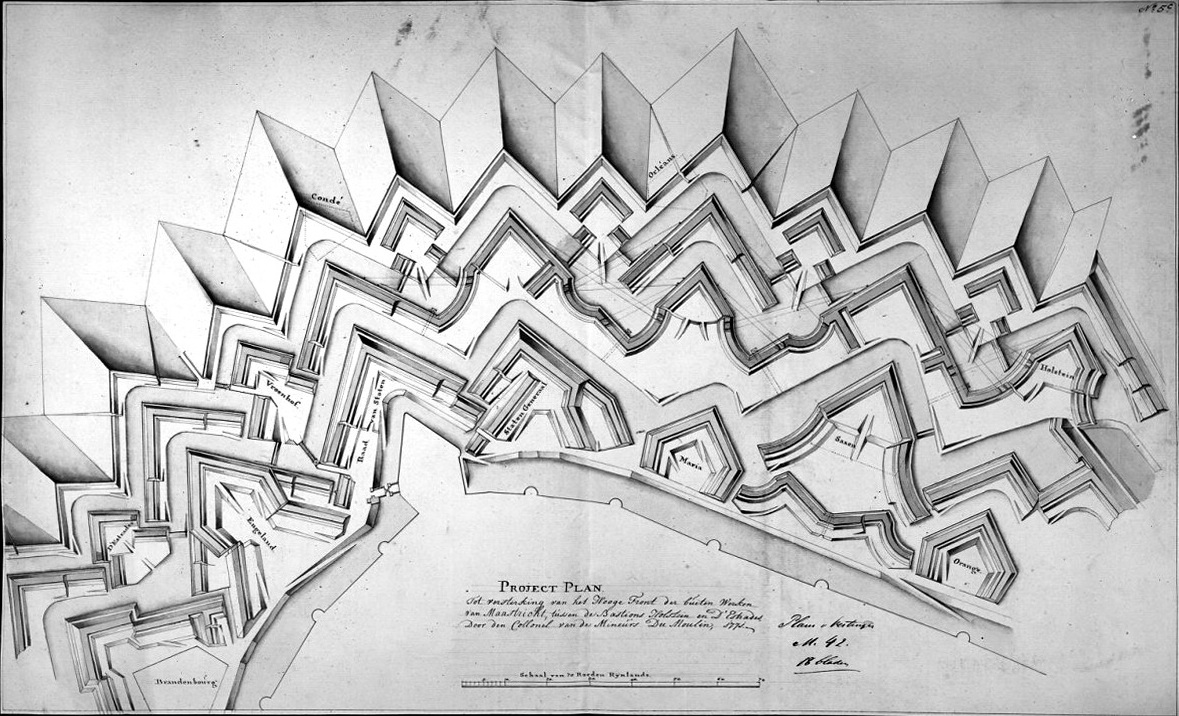
Du Moulins plan voor de Hoge Fronten (1771)

In de plannen van Du Moulin moest het merendeel van de hierboven opgesomde werken worden vervangen door nieuwe bastions: Louise, Prins Frederik, Stadhouder en Erfprins. Aan de veldzijde zouden deze worden afgedekt door enkele lunetten. De bastions Saxen en Holstein zouden worden gemoderniseerd en met de nieuwe werken worden verbonden, die dan gezamenlijk een getenailleerde enveloppe zouden vormen. In de enveloppe zorgden een vijftal sorties voor een vlotte communicatie met de voorgelegen werken. De droge grachten in de nieuwe werken moesten onoverkomelijke barrières worden, onder andere door de aanleg van caponnières in de ronding van de gemetselde contrescarp, zogenaamde rug- of reverscaponnières. De caponnières stonden in verbinding met het ondergrondse mijnenstelsel en waren voorzien van schietgaten, waardoor een aanvaller die zich in de gracht waagde zowel van voren als van achter beschoten kon worden.
De plannen van Du Moulin voor het noordelijk deel van de Hoge Fronten (de huidige Linie van Du Moulin) werden vanaf 1773 min of meer volgens plan uitgevoerd door zijn opvolger François de Veye. Voor de bouw werden verschillende aannemers ingeschakeld. Eén daarvan was Matthias Jacobus Soiron, een neef van Mathias Soiron. Eind 1777 waren de werkzaamheden voltooid. De totale kosten bedroegen 147.027 gulden.

### Ontmanteling vesting, verval en restauratie

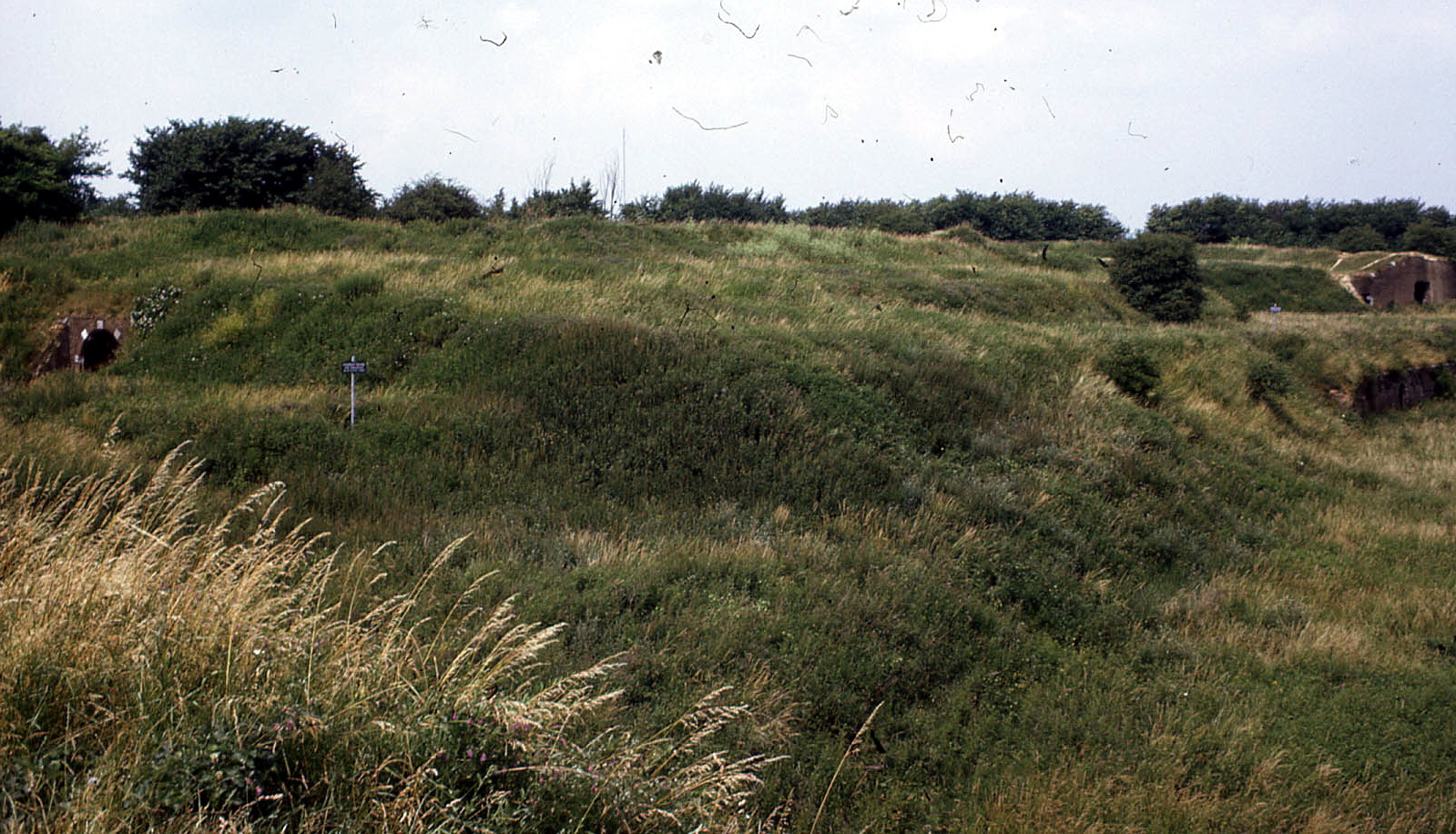
Overgroeide vestingwerken, 1965

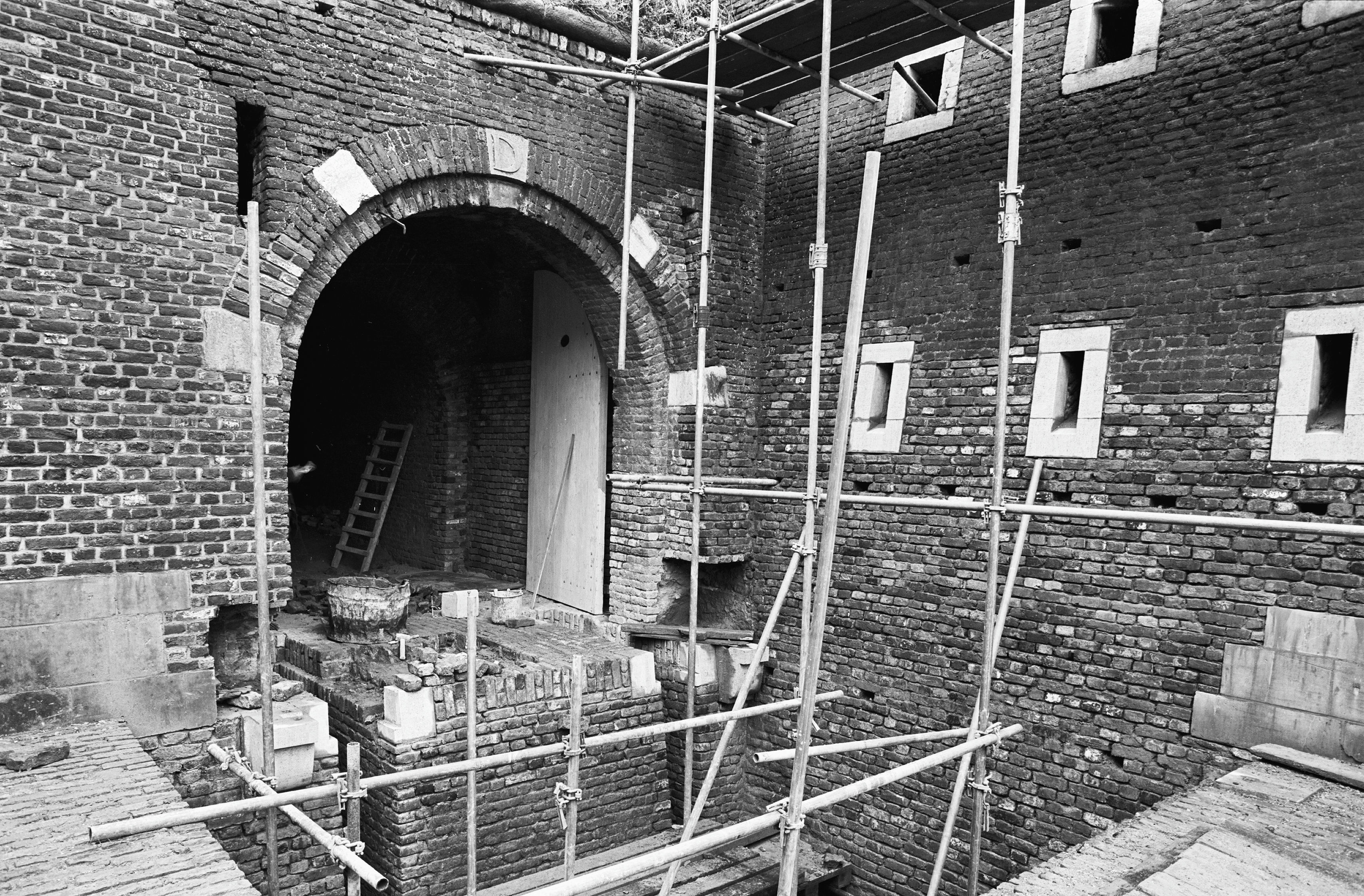
Restauratie van sortie D bij bastion Holstein, 1980

Op 29 mei 1867 ondertekende koning Willem III der Nederlanden, na lang aandringen van onder andere de gemeente Maastricht, het besluit tot opheffing van de vestingstatus van Maastricht, Venlo, Bergen op Zoom, Vlissingen en enkele andere vestingen. In de jaren daarna werd de vesting Maastricht in opdracht van het Ministerie van Oorlog ontmanteld, waarna de gronden werden overgedragen aan de Dienst der Registratie en Domeinen voor verdere sloop en herbestemming. De stadspoorten, die onder de zeggenschap van het gemeentebestuur vielen, werden tussen 1867 en 1870 als eerste gesloopt (de al veel eerder buiten gebruik gestelde Lindenkruispoort in 1874). De afbraak van de stadsmuren zou nog tot de jaren 1930 doorgaan. Het noordelijk deel van de Hoge Fronten bleef daarbij als een vergeten gebied grotendeels onaangetast. Wel werd hier omstreeks 1880 de Statensingel aangelegd, als onderdeel van het 'Boulevardplan'. De naam Statensingel herinnert aan het bastion Staten-Generaal dat hier lag.
Al in 1933 zette de Stichting Menno van Coehoorn zich in voor behoud van de linie. Begin jaren 1950 maakte Catharina Polak Daniels een niet-uitgevoerd ontwerp voor een heempark op de vestingwerken. De Linie van Du Moulin is sinds 1966 een rijksmonument. Van 1977-82 en van 1992-94 vonden restauratiewerkzaamheden plaats. Als eerste werd het bastion Holstein aangepakt.

### Aanleg Frontenpark

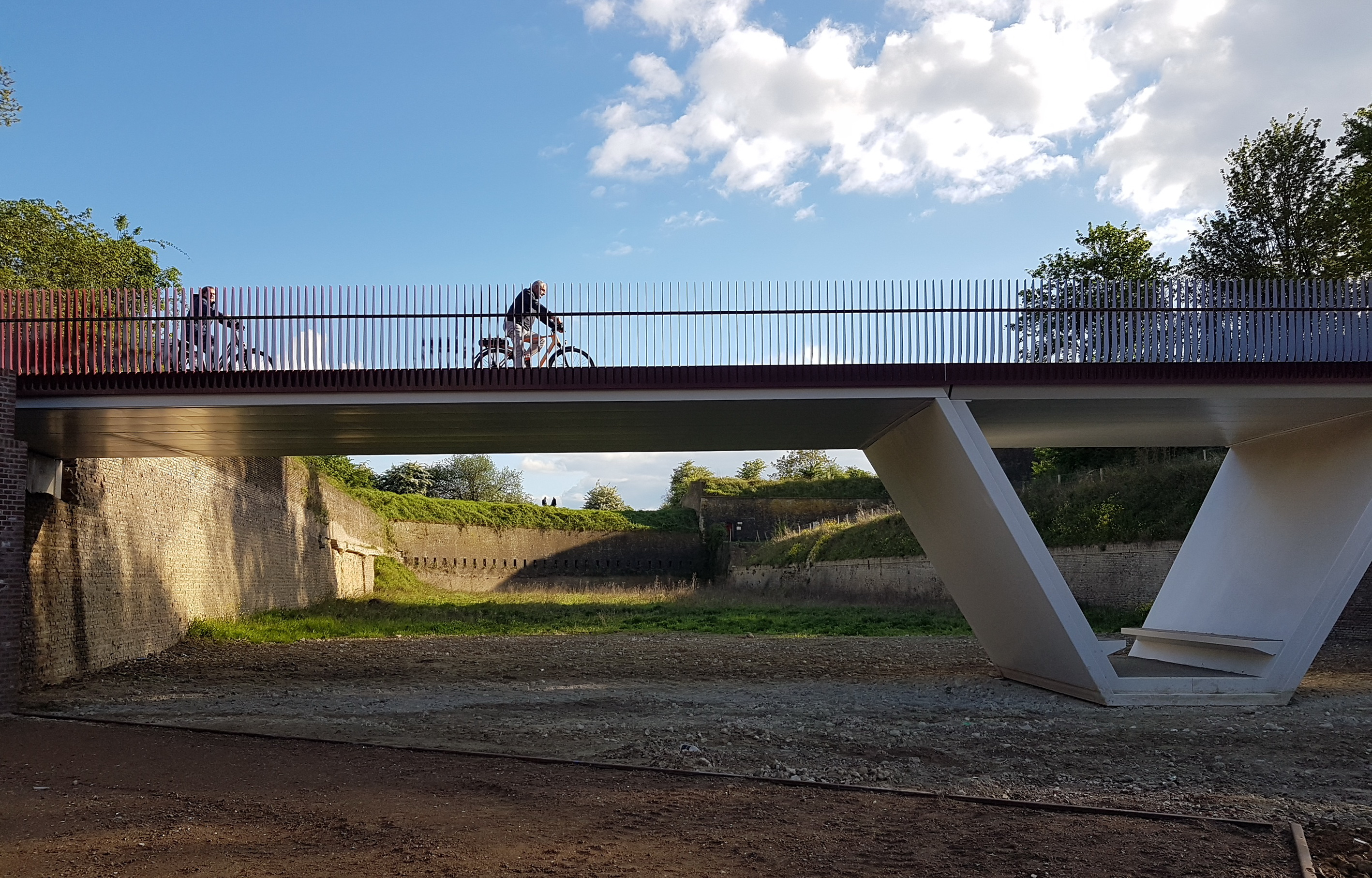
Fietsbrug over droge gracht, 2019

In het kader van het Plan Belvédère en de omlegging van de Noorderbrugaanlanding werd vanaf 2013 het Frontenpark aangelegd, waarvan zowel de Linie van Du Moulin als de Nieuwe Bossche Fronten deel uitmaken. In 2018-19 zijn de twee gebieden met elkaar verbonden door een droge gracht onder de Cabergerweg. Deze volgt min of meer het historische tracé van de indertijd natte gracht aan de veldzijde van bastion A (Bossche Fronten). Over de verbindingsgracht zijn vijf afzonderlijke bruggen voor de verschillende verkeersstromen gebouwd; dit in verband met de optimale lichttoetreding.
Het gebied is sinds 1993 een beschermd natuurmonument, vooral vanwege de aanwezigheid van de voor Nederland unieke biotoop van de muurhagedis. Verder leven er bruine kikkers, hazelwormen, vossen, bunzingen, egels, diverse soorten muizen en vleermuizen, en een vijftigtal soorten vogels.

## Beschrijving erfgoed

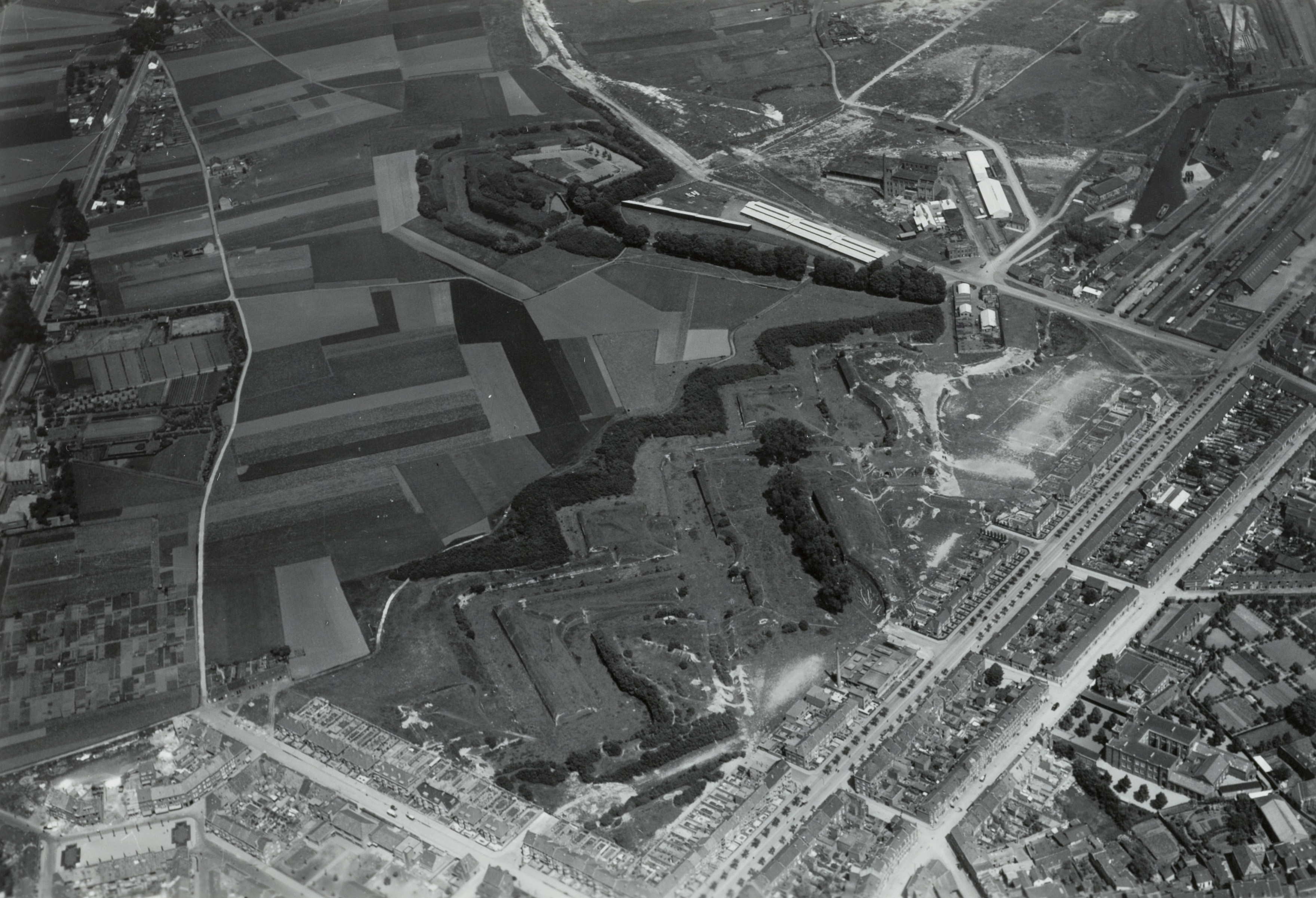
De Linie van Du Moulin en het Fort Willem I, ca. 1930

De nog bestaande vestingwerken in de Linie van Du Moulin vormen ongeveer een derde van wat eens de Hoge Fronten heette. De werken bestaan uit aarden wallen met zware, gemetselde muren van baksteen op mergelstenen funderingsmuren. De steunberen en hoekblokken zijn ook van mergel. De hoogte van de muren varieert van 2,5 m tot ruim 6 m; de dikte tussen de 1,5 en 2 m. De bovenkant van de muren is afgedekt met blokken van Naamse steen om ze af te schermen tegen het regenwater. Hetzelfde materiaal is gebruikt voor de omlijsting van poorten, deuren, schietgaten en rookkanalen. Om de verdedigingswerken te beschermen tegen ondergrondse aanvallen was er een uitgebreid netwerk van ondergrondse gangen - in Maastricht meestal "kazematten" genoemd - verbonden met de bovengrondse werken.
Hieronder volgt een korte beschrijving per vestingwerk, beginnend bij de verbouwde 17e-eeuwse bastions, vervolgens de nieuwgebouwde bastions van links naar rechts (zuidwest naar noordoost), dan de kleinere werken en ten slotte de droge grachten. De aanduidingen 'links' en 'rechts' in de tekst gaan telkens uit van de positie van de verdedigers, het Maastrichtse garnizoen.

### Bastion Saxen
Het oorspronkelijke bastion dateerde uit 1688, was in 1771 al enigszins aangepast, maar werd in 1776 door de aannemer J. Cazaux opnieuw verbouwd naar het ontwerp van Du Moulin. Cazaux voegde onder andere de concaaf gebogen flanken toe en in de keel van het bastion een kazemat en kruitkelder. De gerestaureerde kazemat heeft een bakstenen frontmuur met een deur en twee vensters. Het bastion staat als enige in de Linie van Du Moulin niet in verbinding met het ondergrondse netwerk van verdedigingsgangen; wel zijn er enkele 18e-eeuwse mijngalerijen.

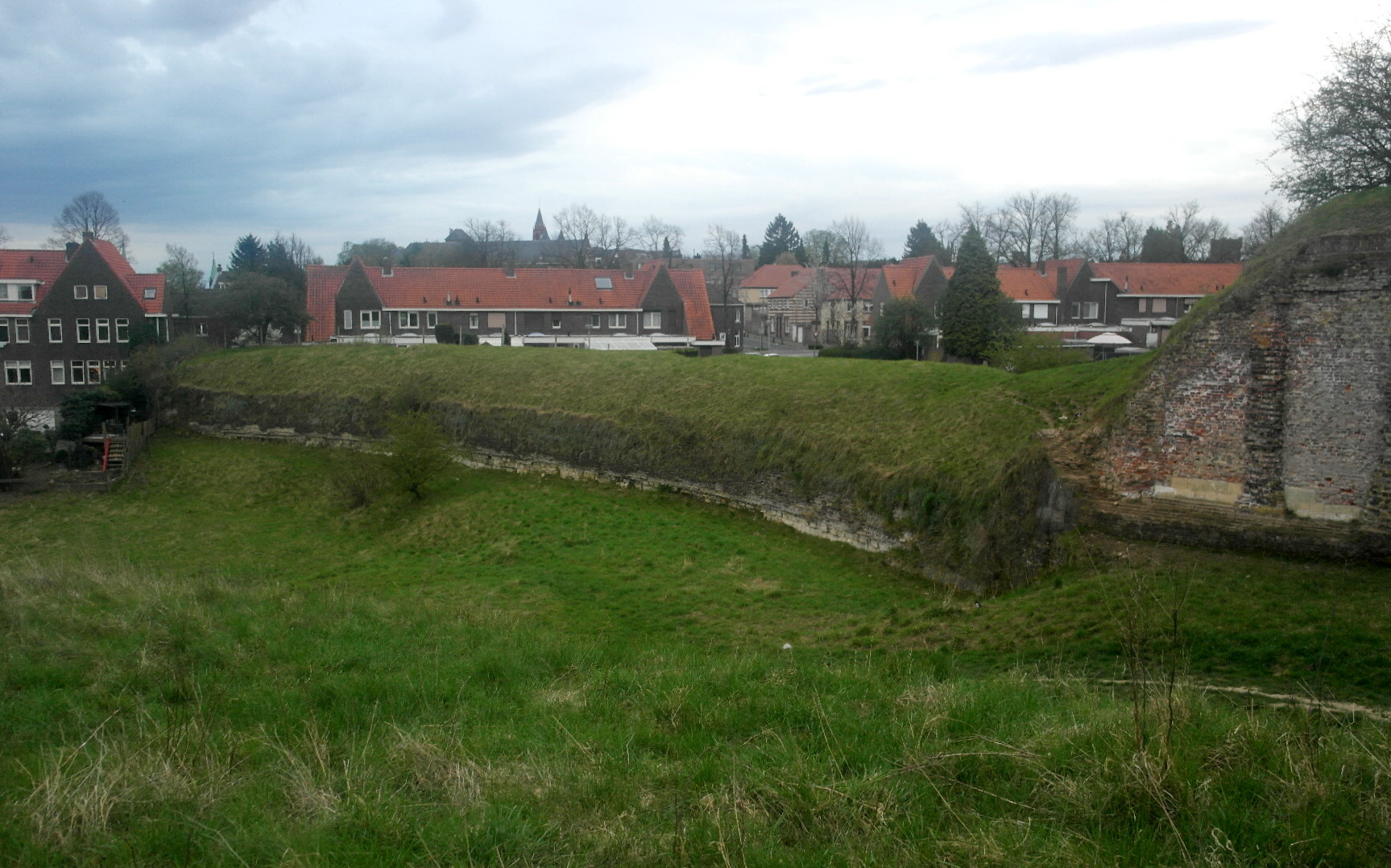
Deels begraven rechterflank
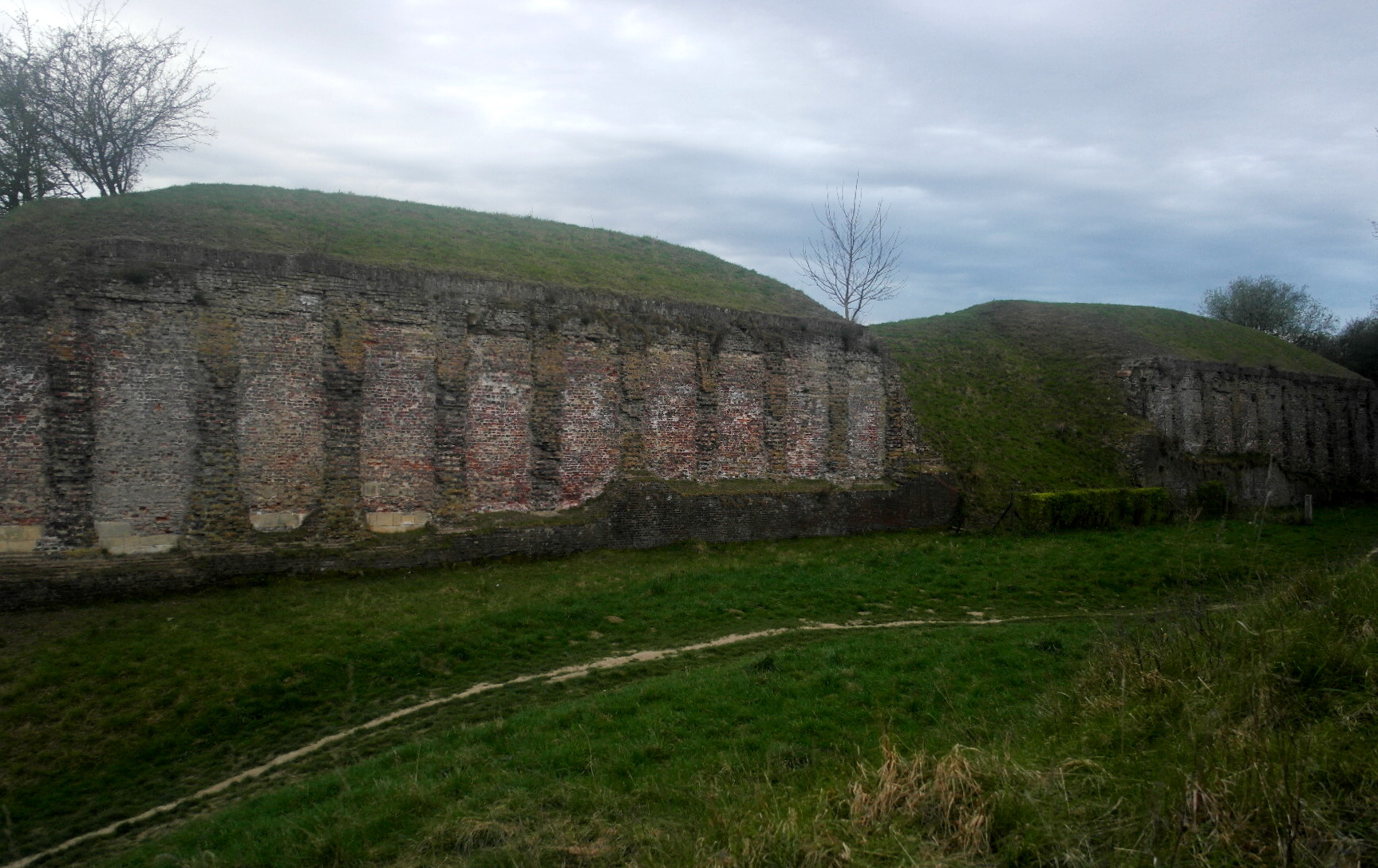
Beschadigde rechterface
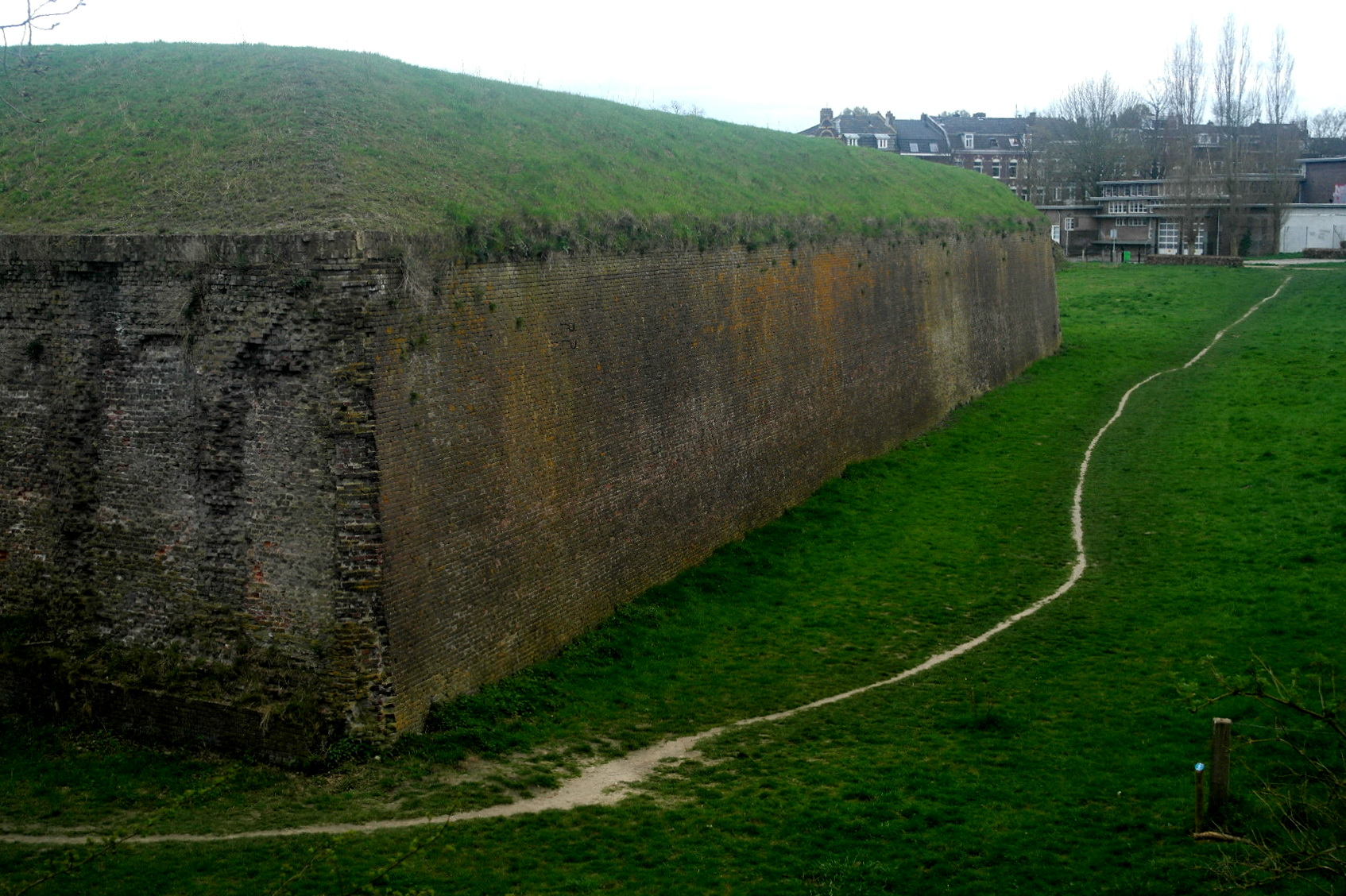
Saillant en linkerface
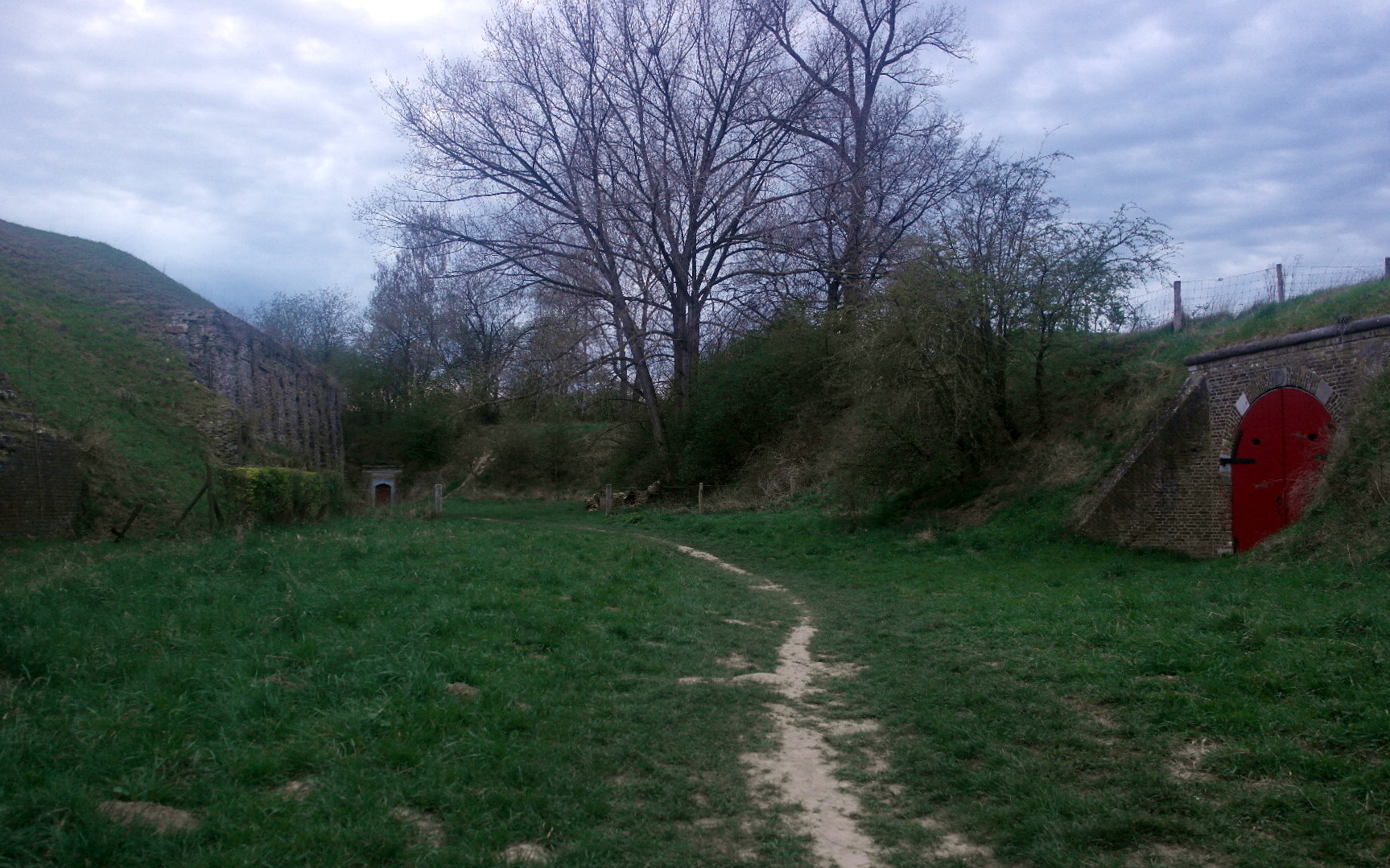
Droge gracht bij sortie D

### Bastion Holstein en sortie E
Ook dit bastion werd gebouwd in 1688, verbouwd in 1771 en opnieuw verbouwd door J. Cazaux in 1776. Het bastion werd in de periode 1977-80 als eerste in de Linie van Du Moulin gerestaureerd. Het bastion bestaat uit twee in een saillant naar elkaar toelopende facen en twee concave flanken. De linkerflank sluit aan op bastion Erfprins. De rechterflank heeft een hoog en laag gedeelte en sluit aan op bastion A (onderdeel van de Nieuwe Bossche Fronten). Hier bevindt zich een sortie. Achter de hoge rechterflank ligt een ruime kazemat. Het bastion bezit een stelsel van ondergrondse mijngalerijen. Vanaf bastion Holstein vinden geregeld rondleidingen door de Linie van Du Moulin en de "kazematten" plaats.

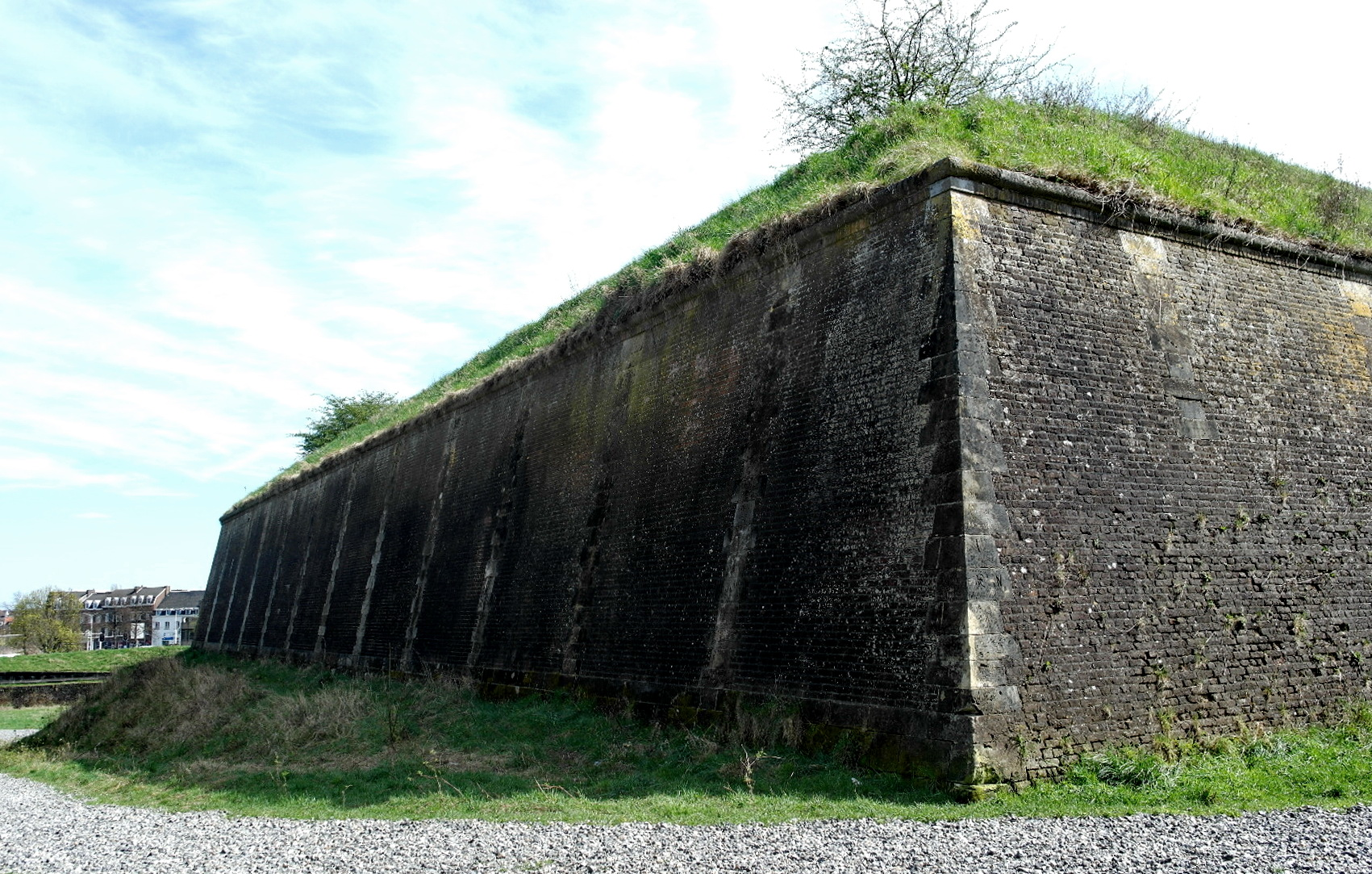
Saillant en twee facen
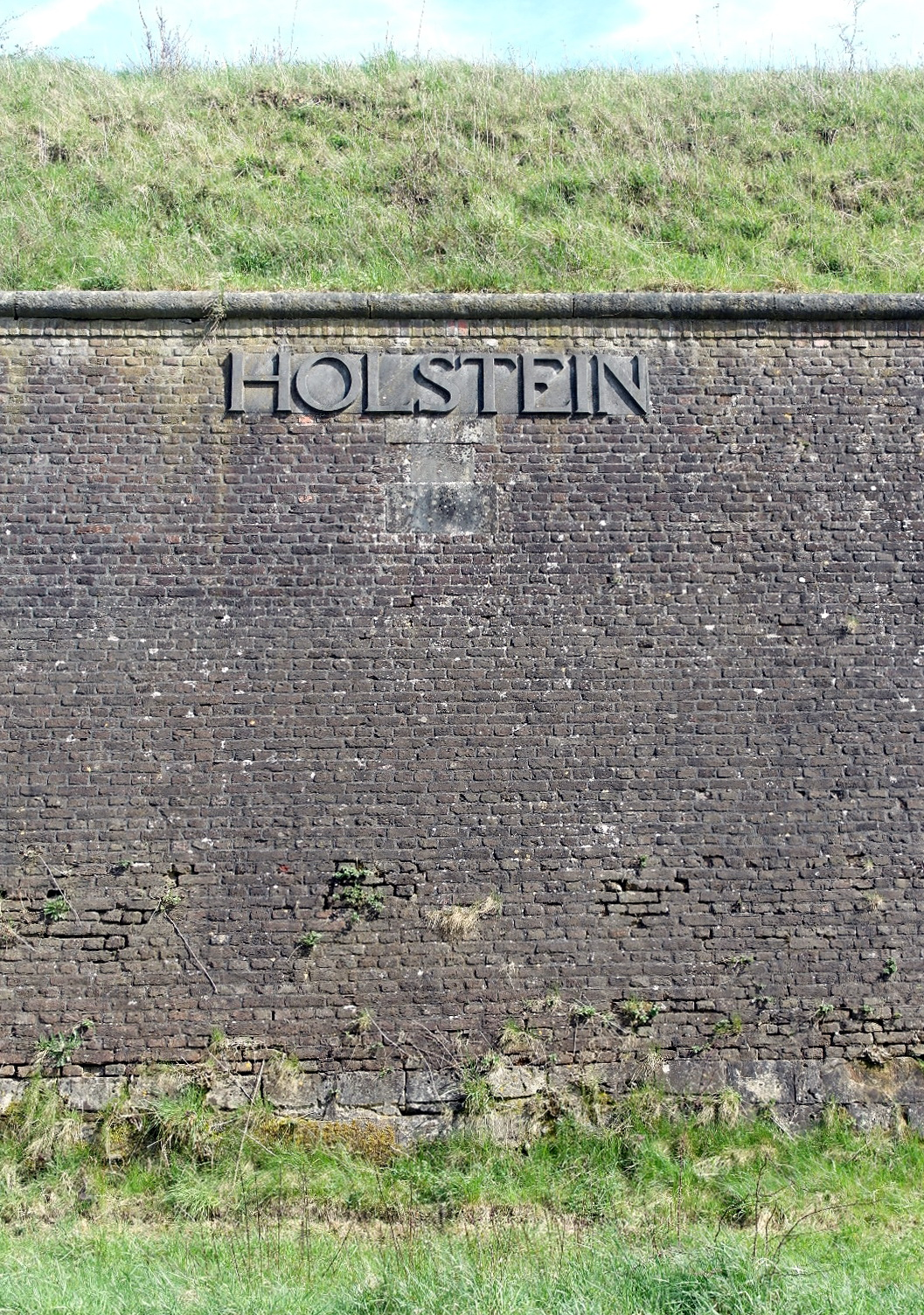
Naamsteen linkerface
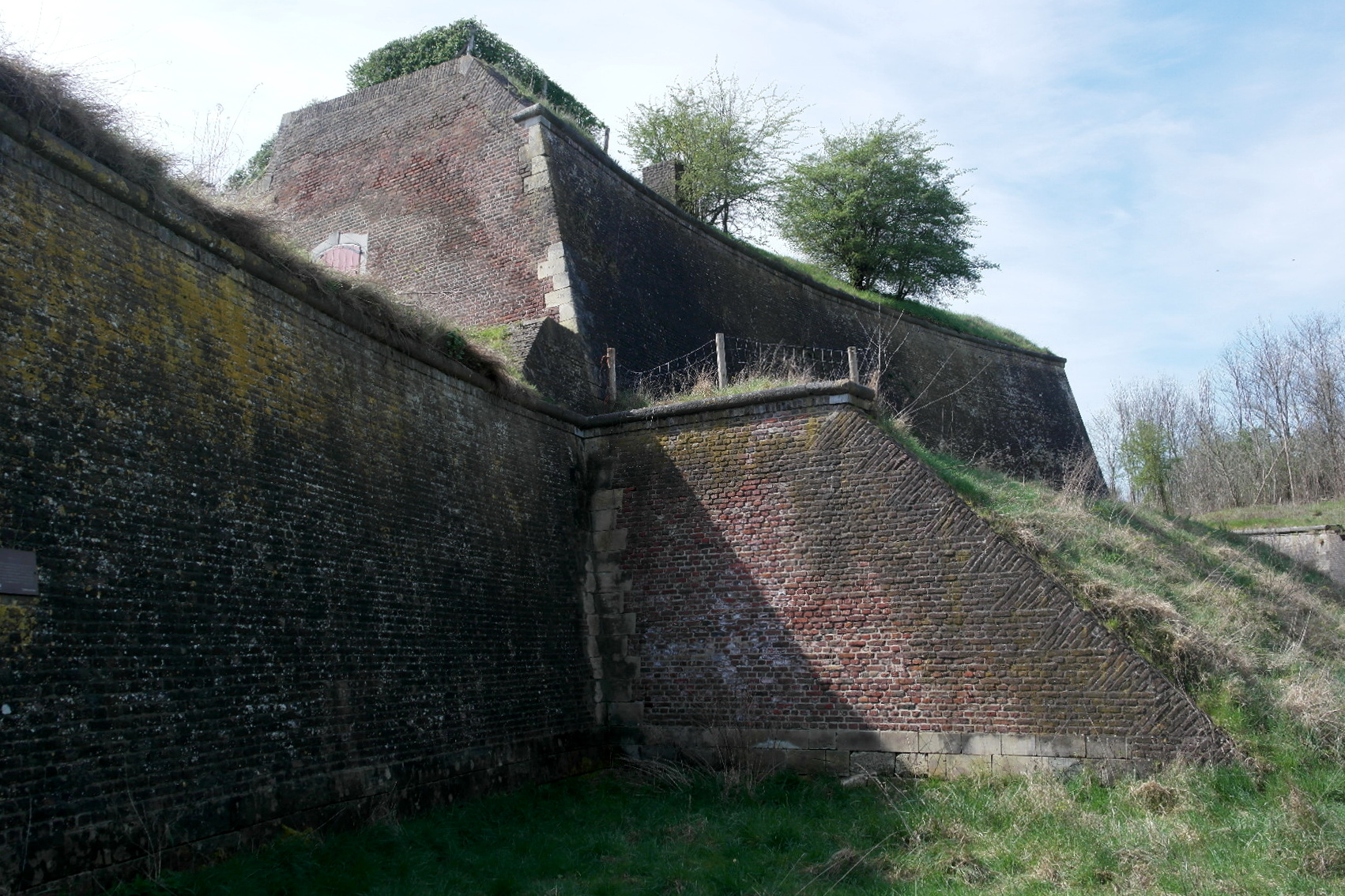
Rechterflank met verhoging
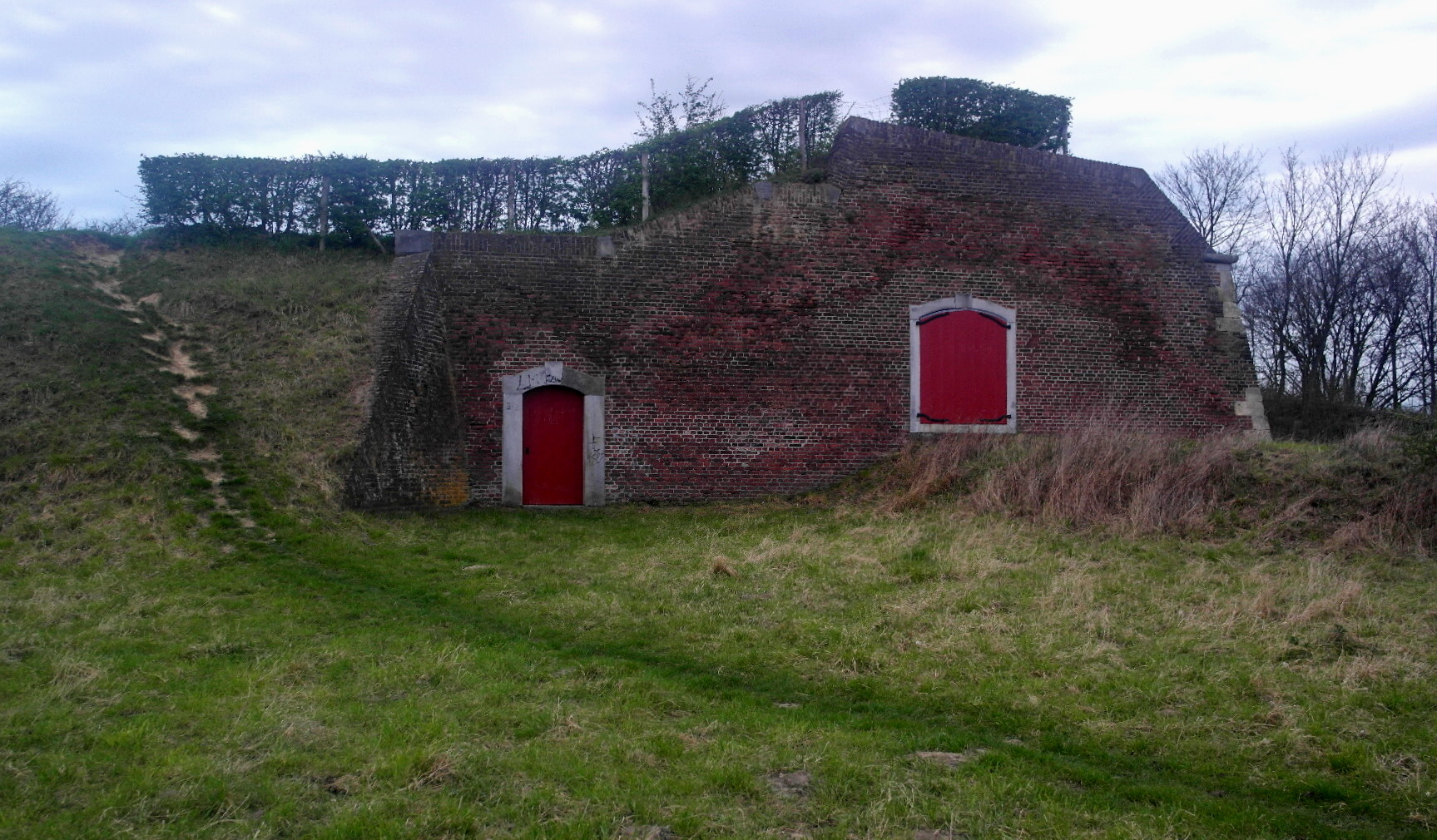
Kazemat op de rechterflank

### Bastion Prins Frederik en sortie B
Het bastion Prins Frederik werd in 1776 gebouwd door M.J. Soiron. Van de twee facen en twee concave flanken zijn slechts de rechterflank en een klein gedeelte van de rechterface zichtbaar; de rest werd omstreeks 1925 grotendeels ingegraven. Aan het einde van de rechterflank bevindt zich sortie B, de enige sortie die niet afgesloten is en de enige ook die geen naamsteen boven de poortdoorgangen heeft. De sortie verbindt de droge grachten aan de voor- en achterkant van het bastion en geeft tevens toegang tot een klein mijnenstelsel. Het mijnenstelsel bestaat uit een 'kapel' en twee kruitkelders met aansluitende galerijen en dwarsgalerijen onder de droge gracht. Naast de sortie bevindt zich een kleine, rechthoekige caponnière met drie schietgaten en daarboven drie rookgaten (voor de afvoer van de kruitdampen). De grote caponnière tegenover de ingegraven saillant van het bastion is omstreeks 1970 ingericht als atoomschuilkelder.

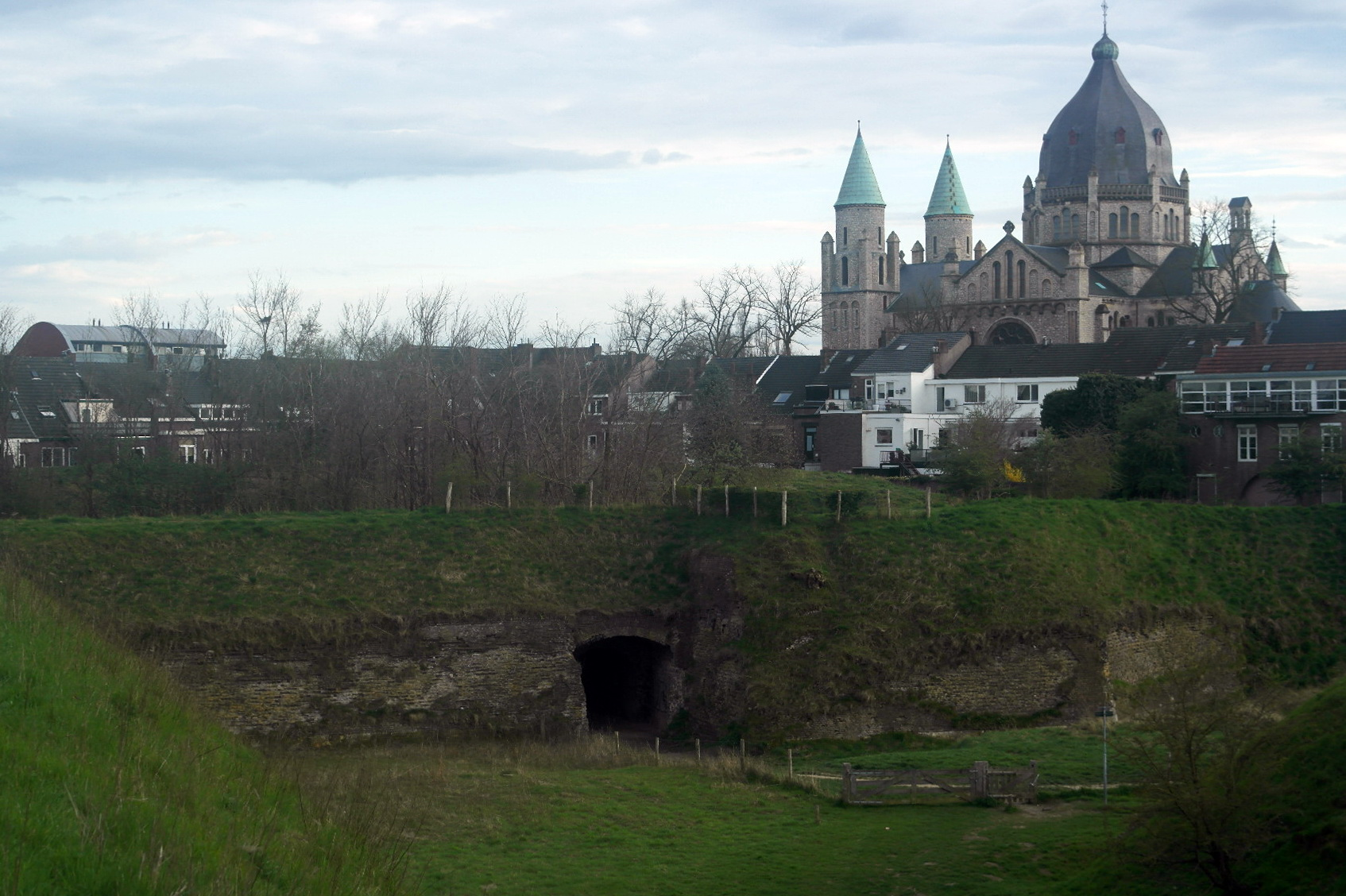
Ingegraven bastion (rechts)
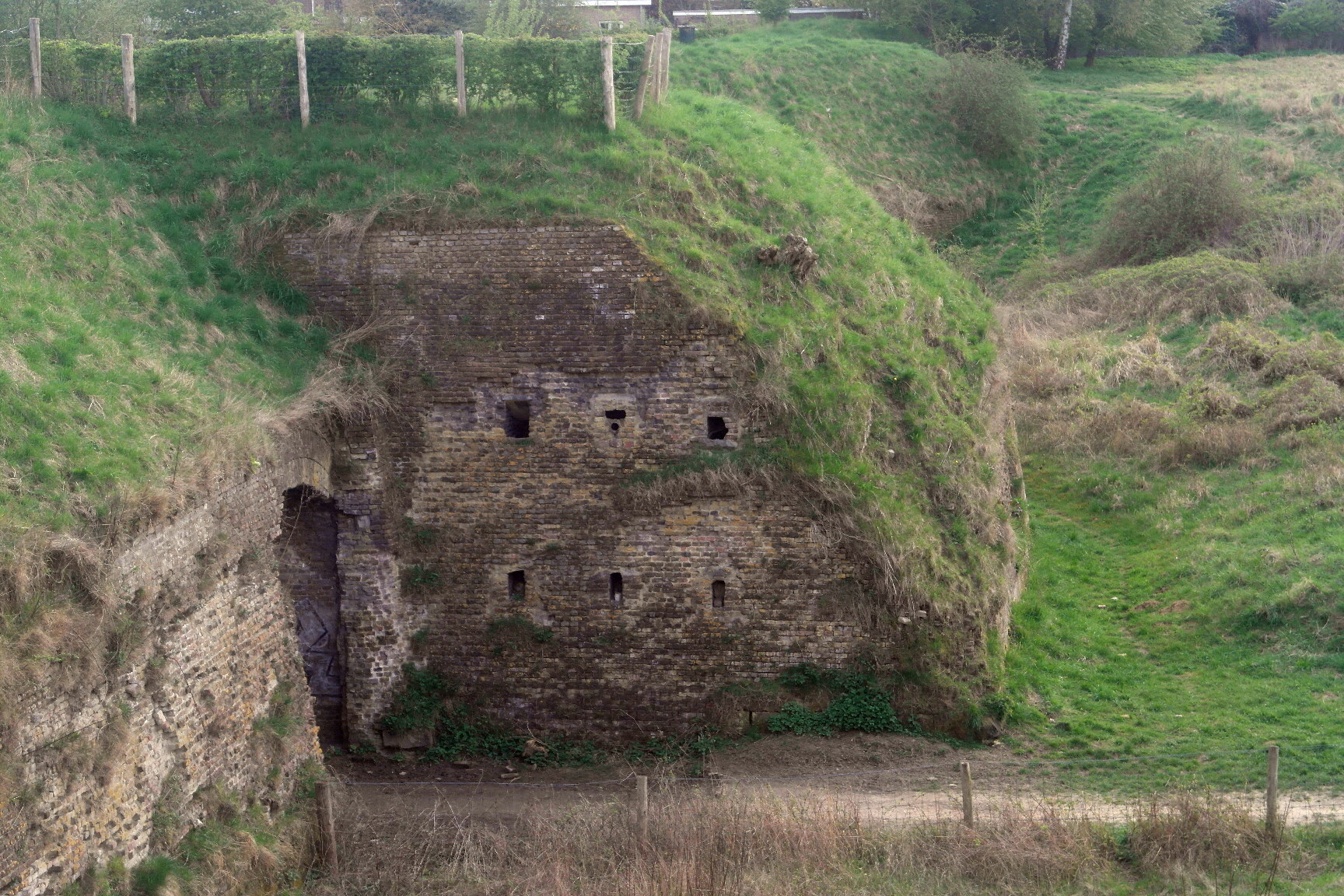
Schietgaten naast sortie B
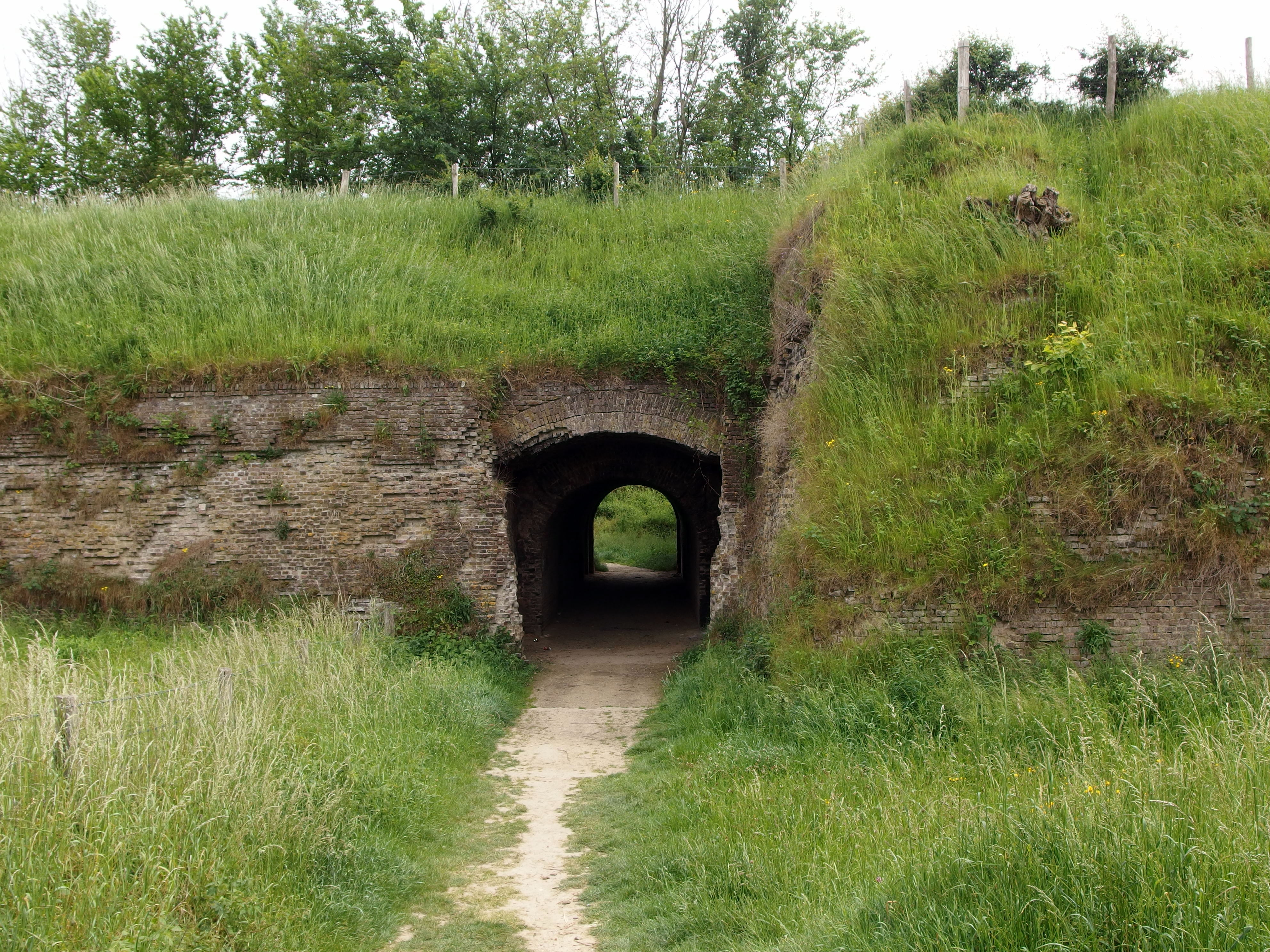
Sortie B, veldzijde
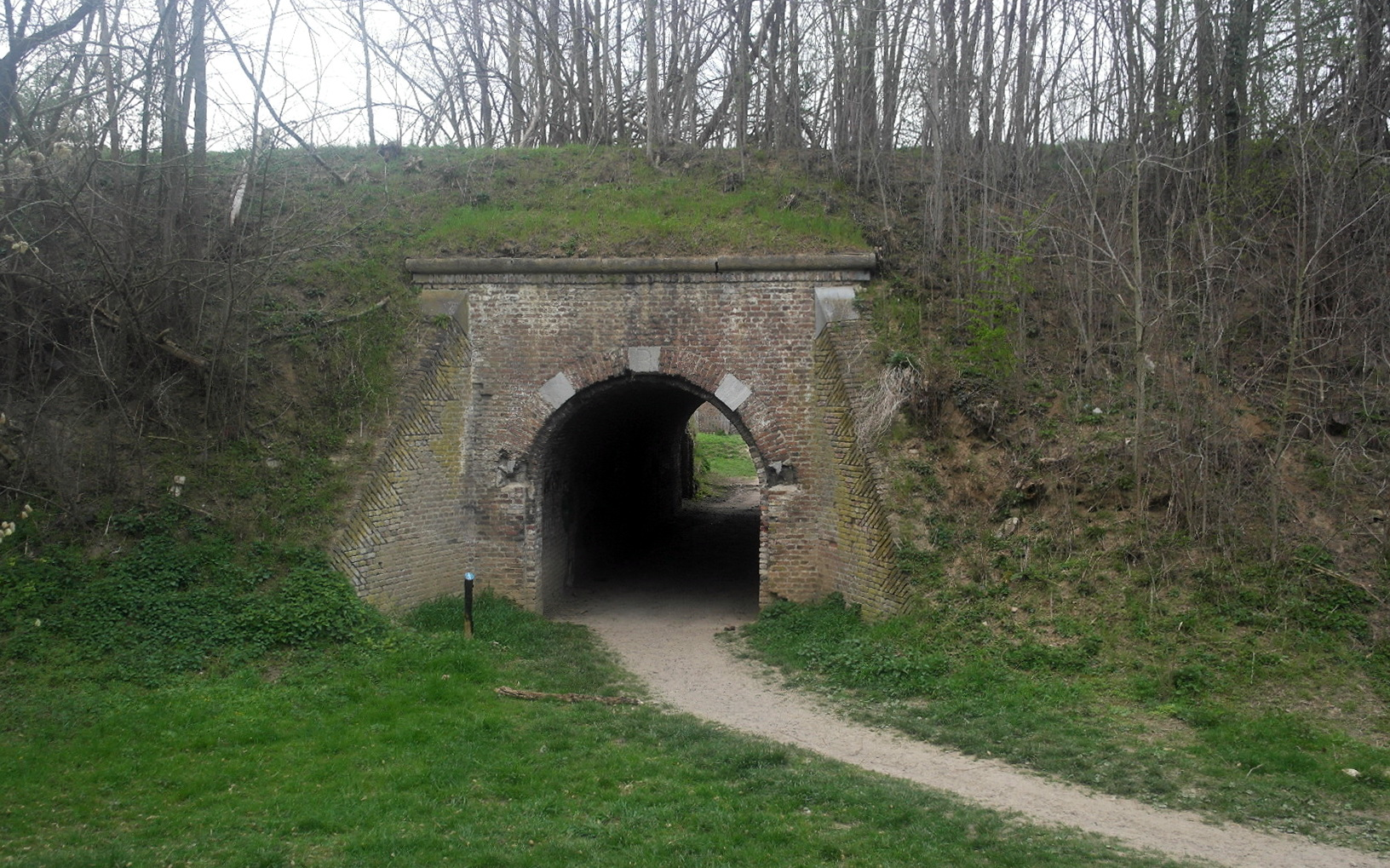
Sortie B, stadszijde

### Bastion Stadhouder
Dit bastion werd evenals het voorgaande in 1776 gebouwd door M.J. Soiron en bestaat eveneens uit twee rechte facen, die elkaar bij de saillant in een hoek van ongeveer 90° raken, en twee gebogen flanken van ongelijke lengte. Het mijnenstelsel onder het bastion lijkt op dat van bastion Prins Frederik, met een kapel, drie hoofdgalerijen en een aantal dwarsgalerijen.

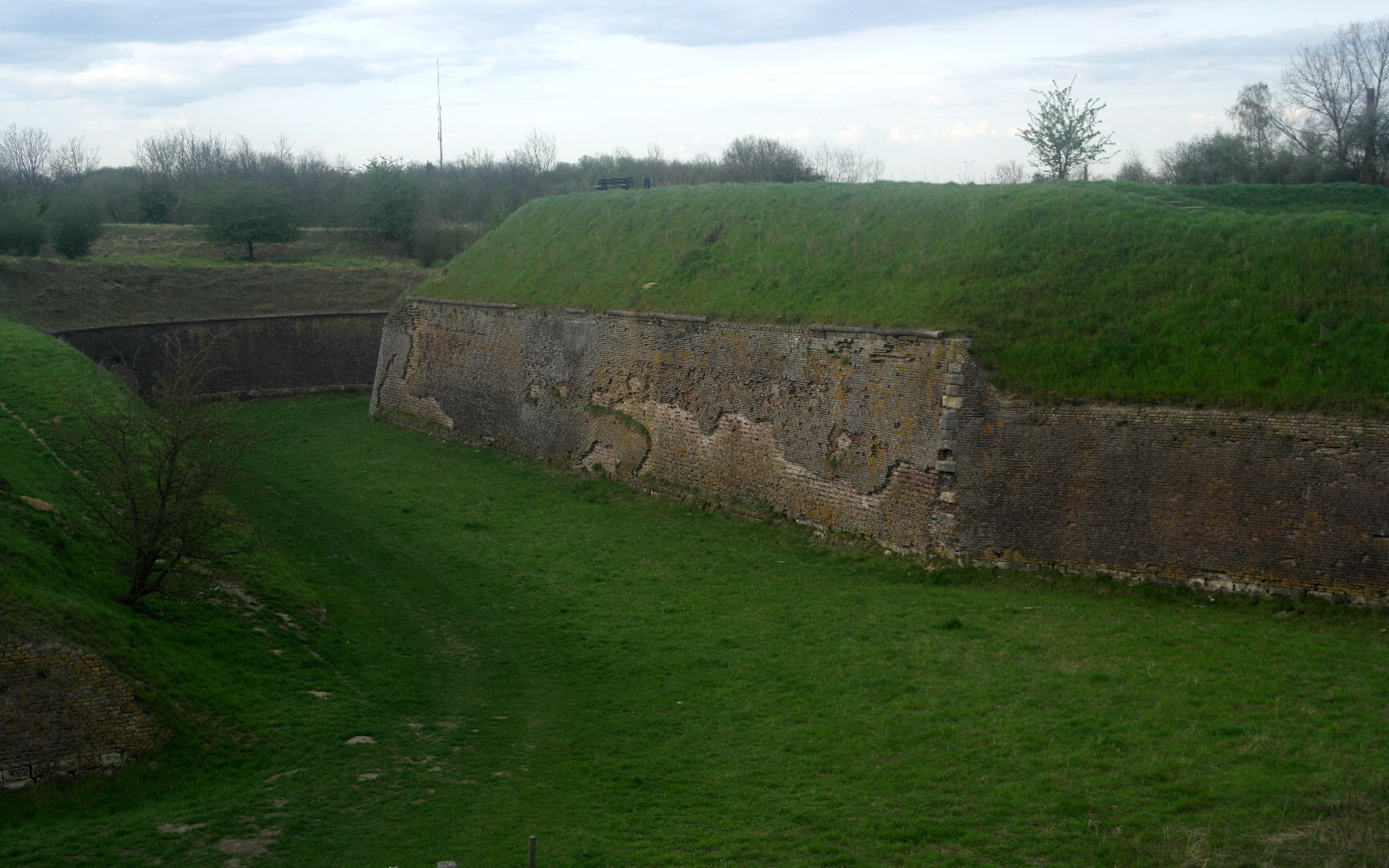
Linkerflank en -face
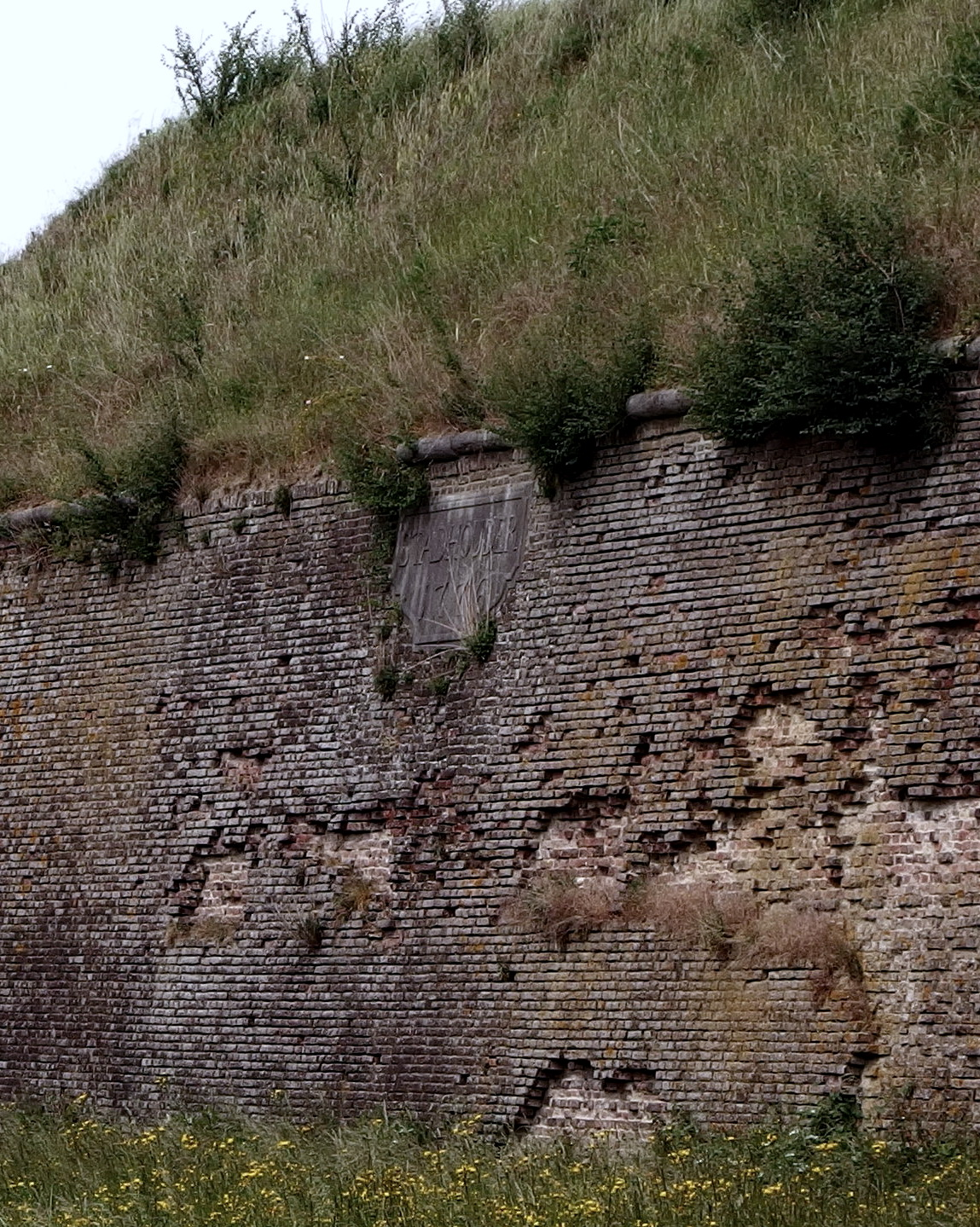
Naamsteen op linkerface
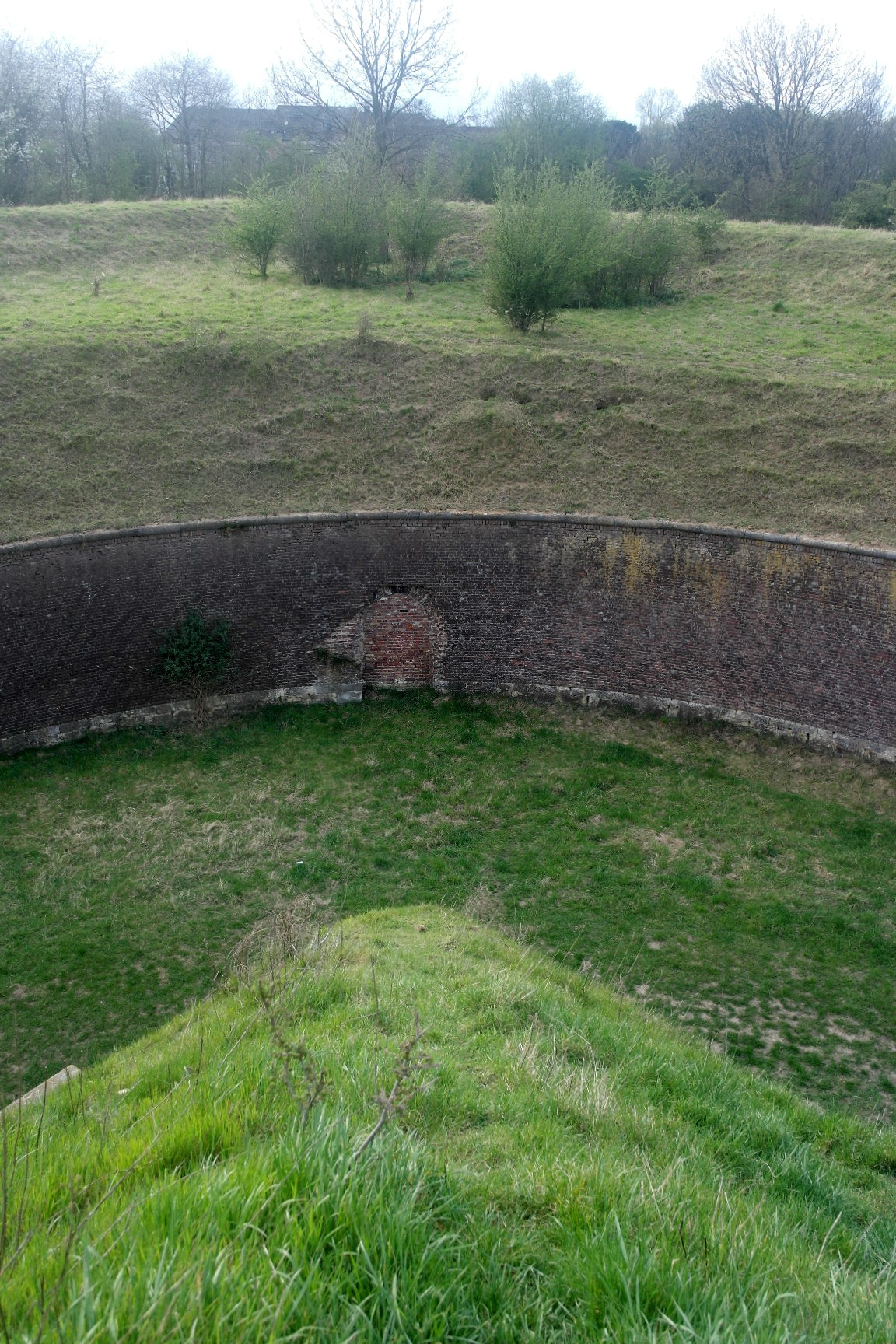
Droge gracht vanaf de saillant
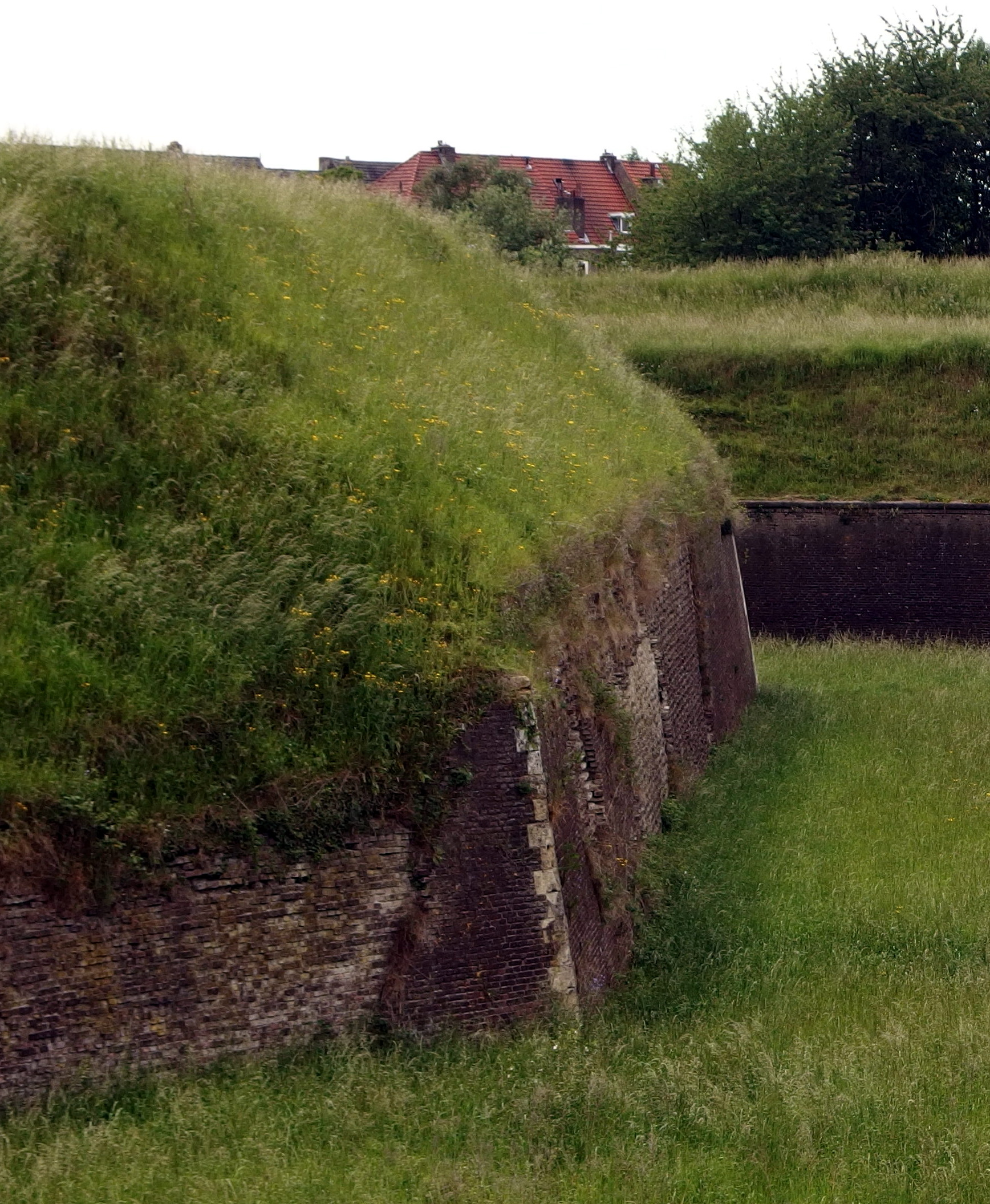
Rechterflank en -face

### Couvreface Du Moulin
Ook dit werk werd waarschijnlijk gebouwd door M.J. Soiron. De couvre-face ligt vóór het bastion Stadhouder en de bouw van beide werken vond gelijktijdig plaats voor in totaal 55.901 gulden. Het werk bezit slechts twee facen - geen flanken. Het mijnenstelsel lijkt op dat van de beide voorgaande bastions.

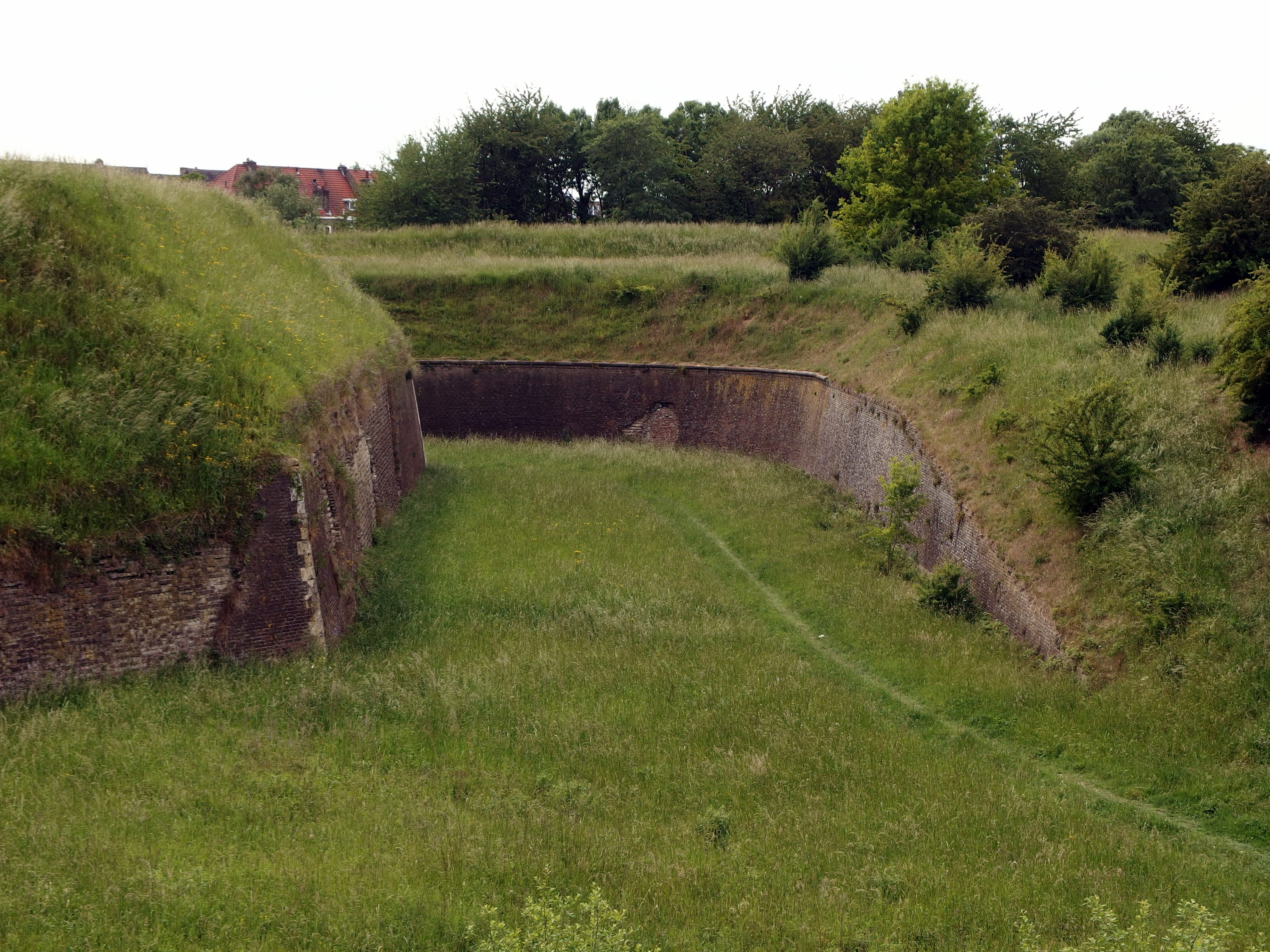
Droge gracht in de keel van de couvreface
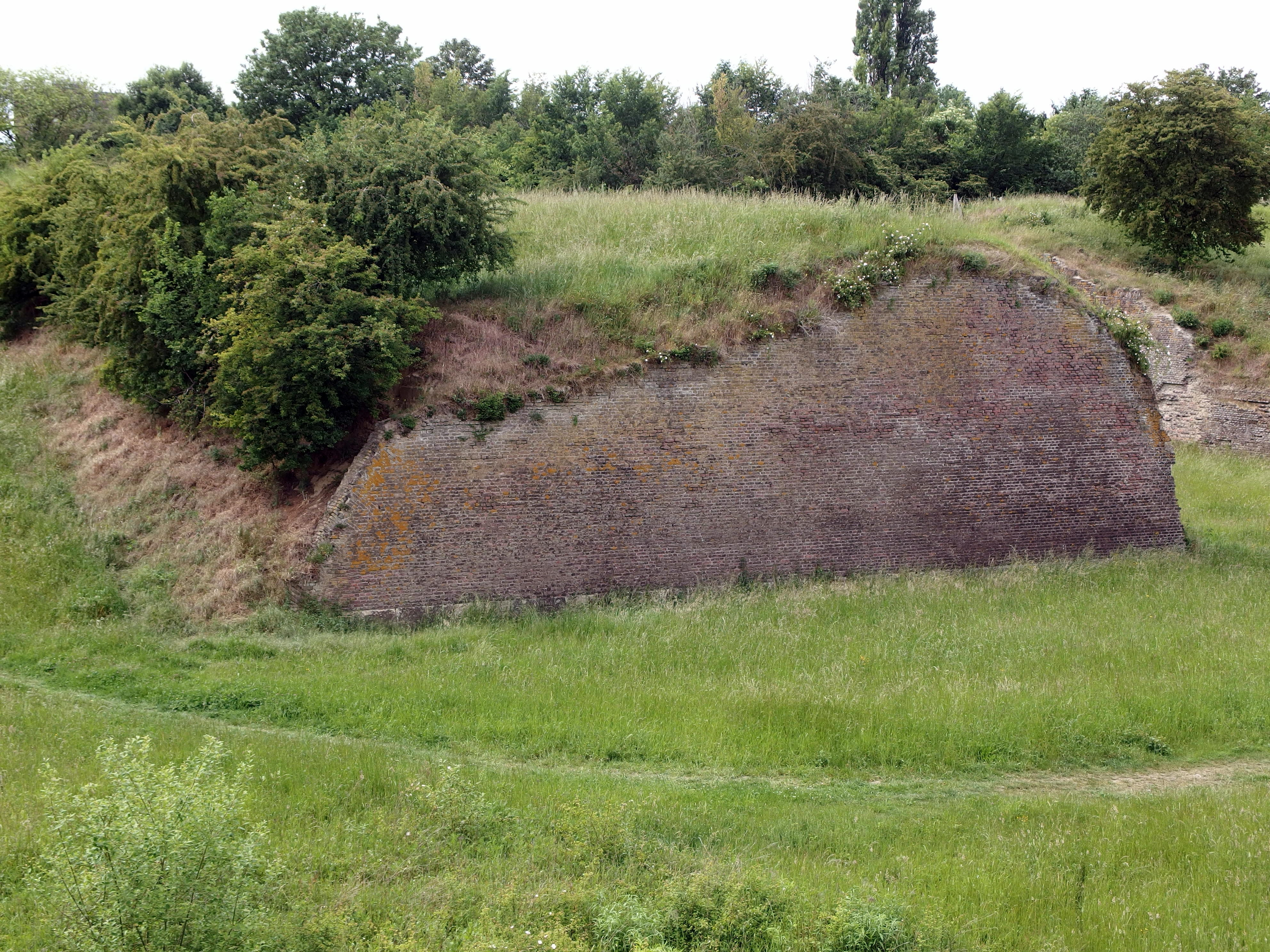
Uiteinde van de rechterflank
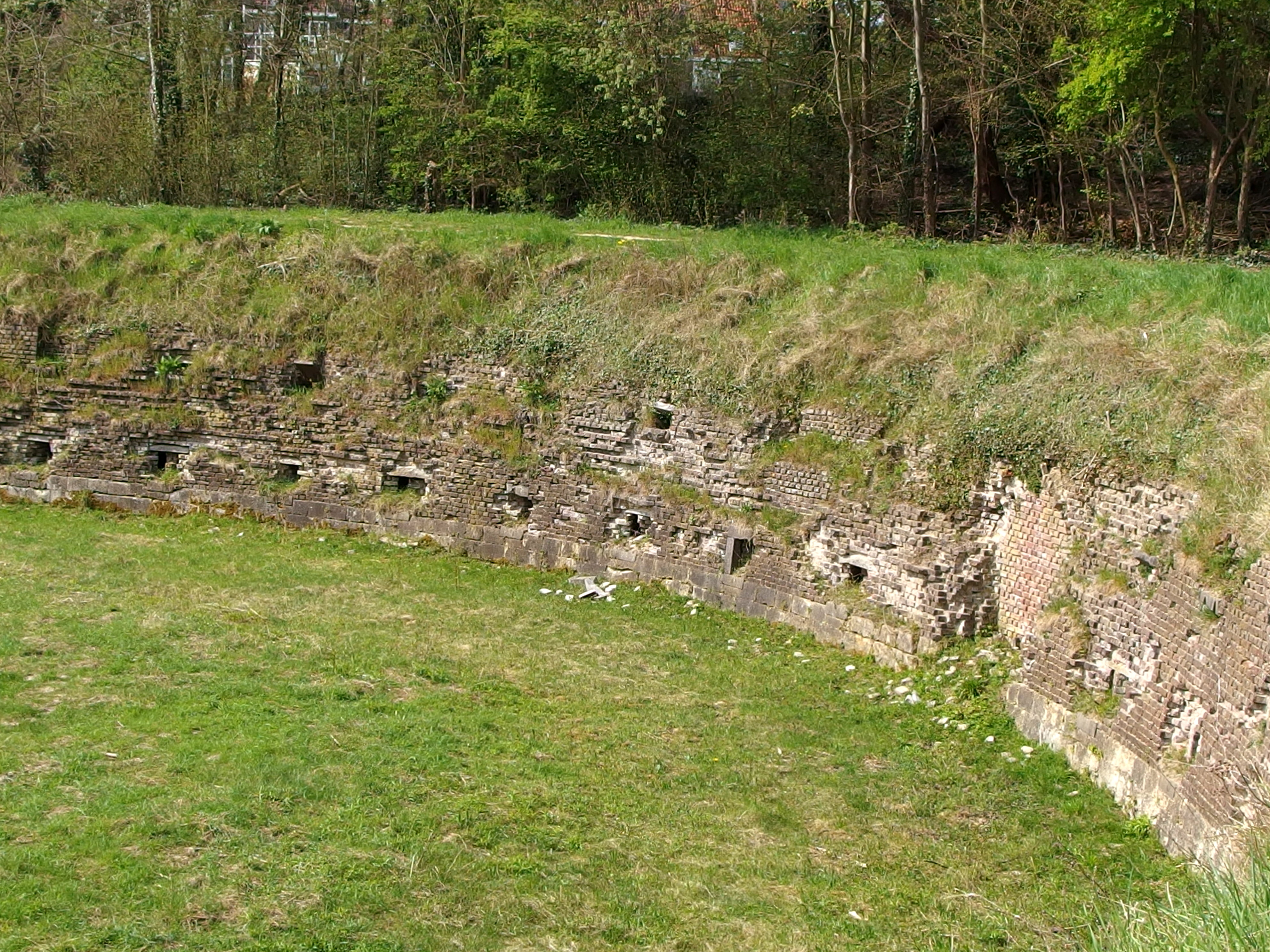
Caponnière tegenover de saillant van de couvreface
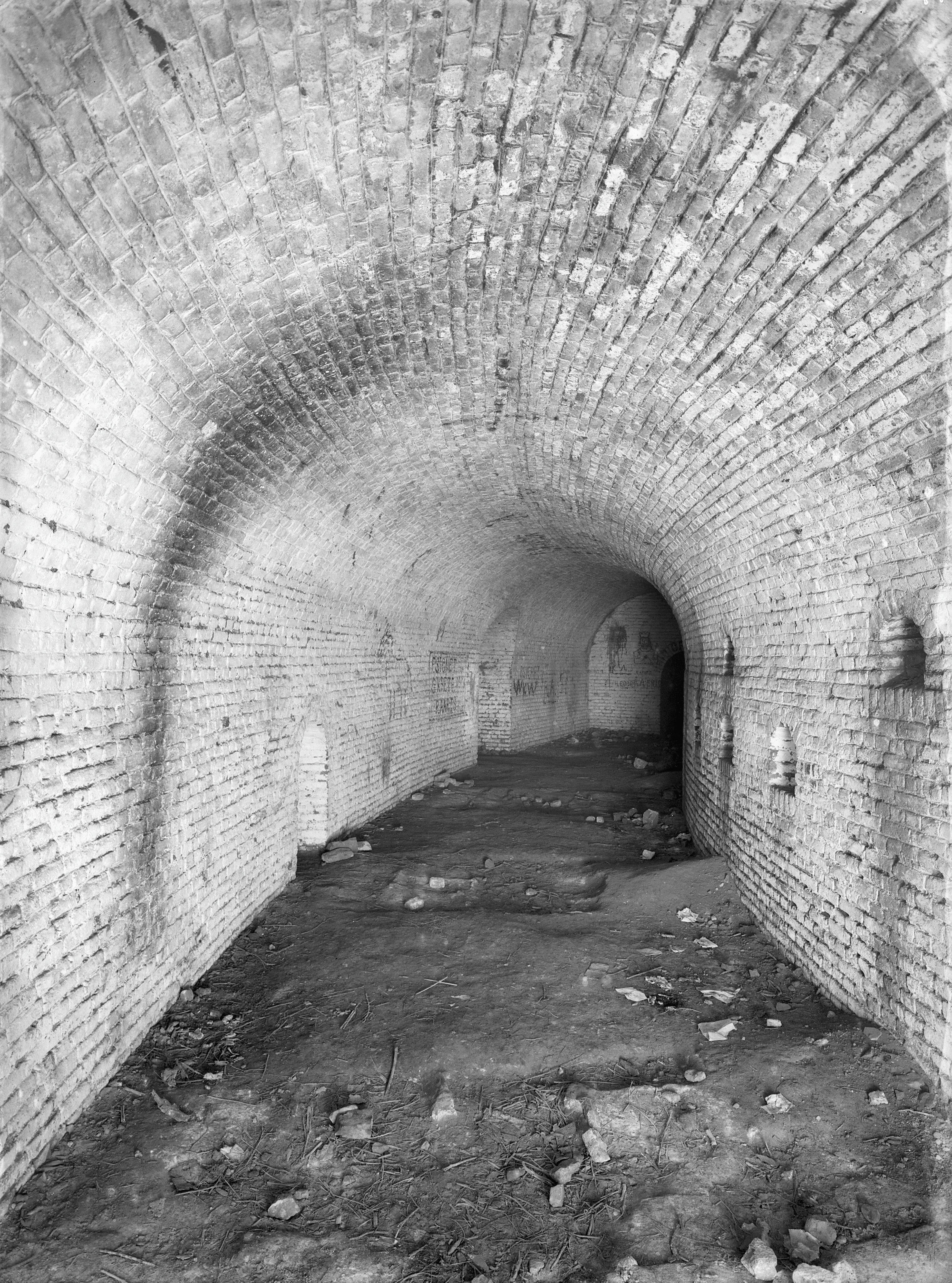
Interieur van de caponnière (1925)

### Bastion Erfprins en sorties C en D
Dit bastion werd in 1777 gebouwd door J. Cazaux voor 85.430 gulden (inclusief het werk aan de bastions Saxen en Holstein). Het bastion heeft twee rechte facen en één flank. Deze holle linkerflank sluit met een vreemde knik aan op het bastion Stadhouder. Aan weerszijden van het bastion bevinden zich sorties: links sortie C, rechts D. Via de sorties zijn de droge grachten aan de voor- en achterkant van het bastion bereikbaar. Sortie C geeft tevens toegang tot een klein mijnenstelsel; dat van sortie D is bereikbaar via een verderop gelegen deur. Het mijnenstelsel lijkt op dat van de drie eerder beschreven werken.

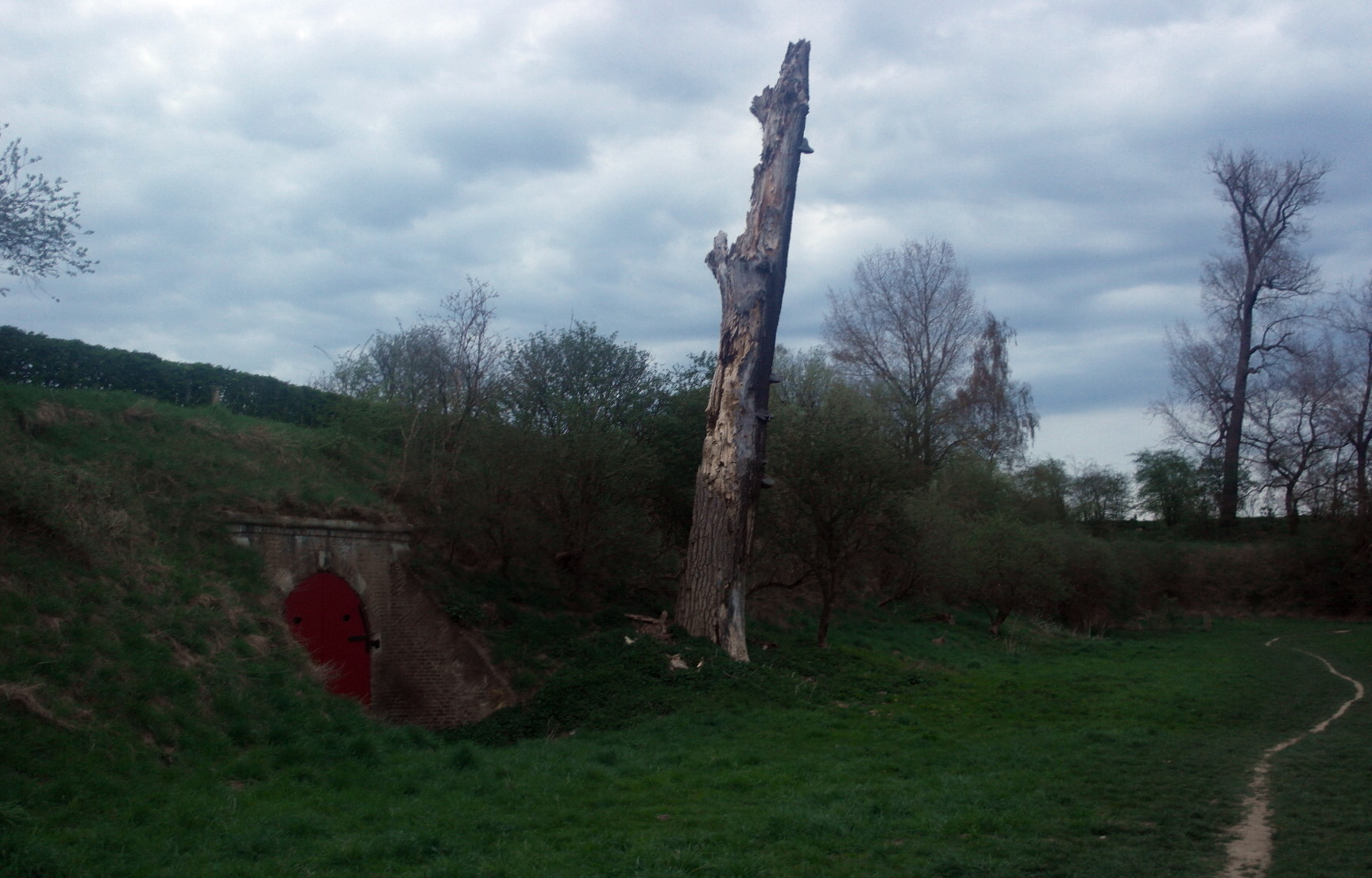
Sortie C en keel bastion
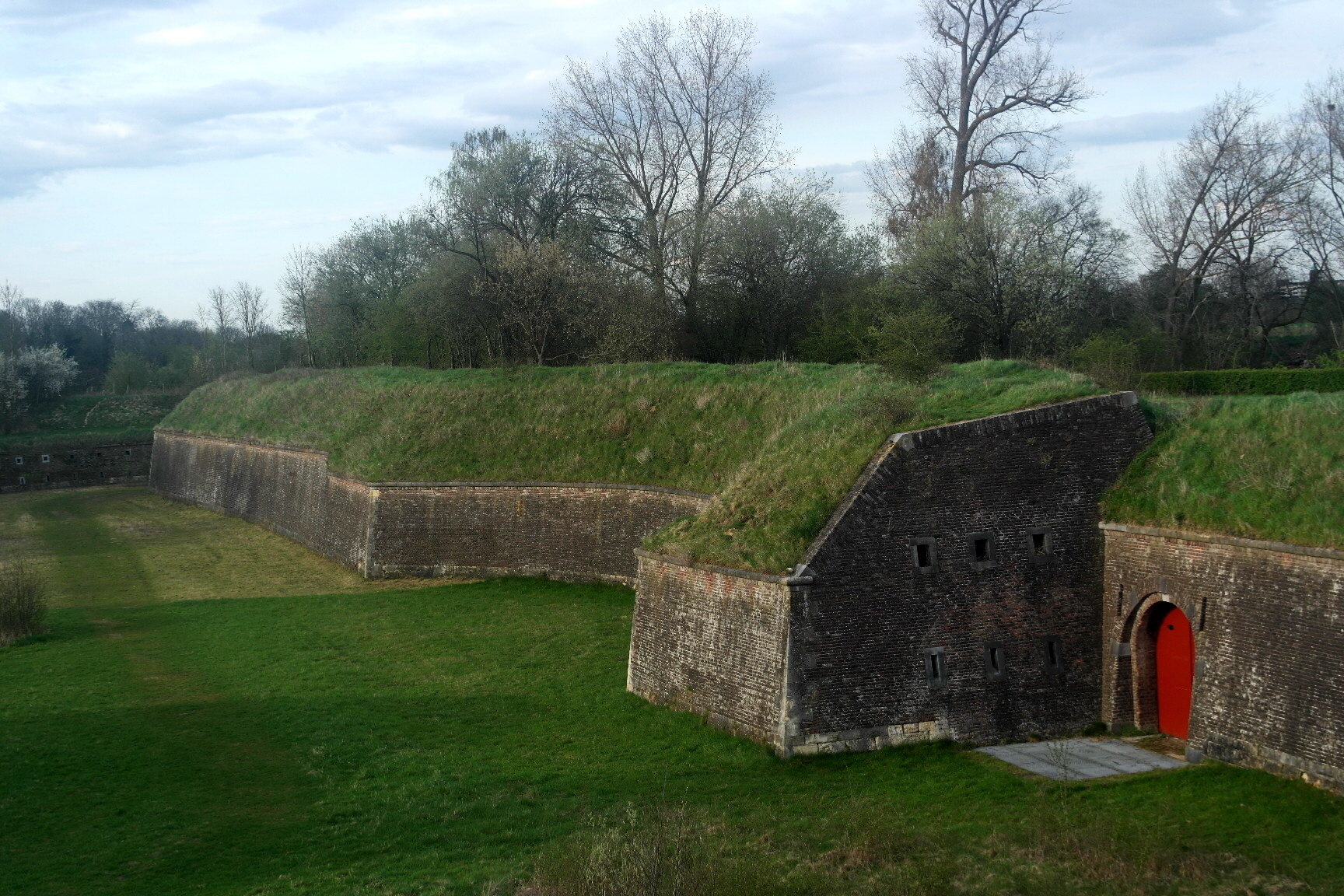
Sortie C en linkerflank
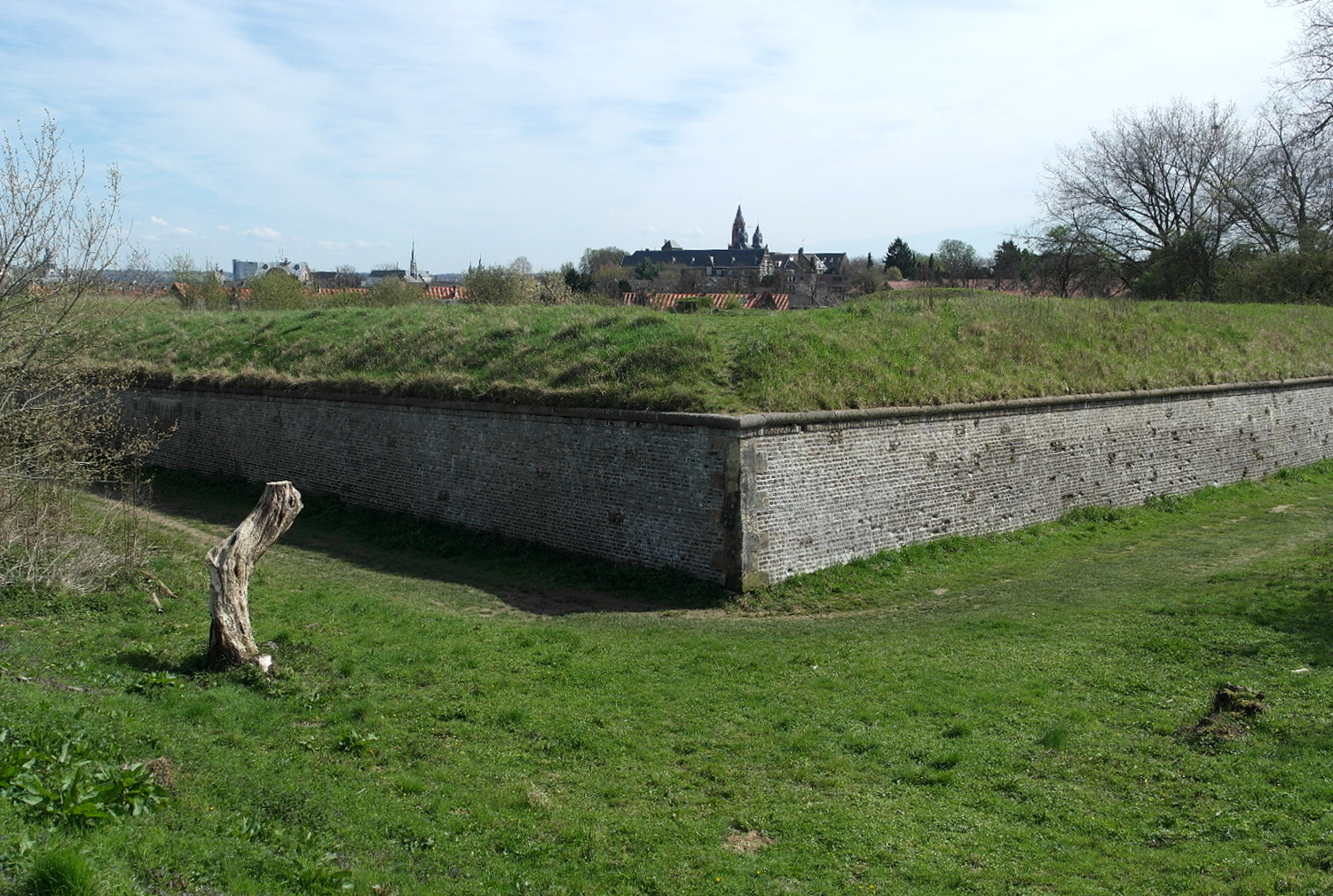
Saillant van het bastion
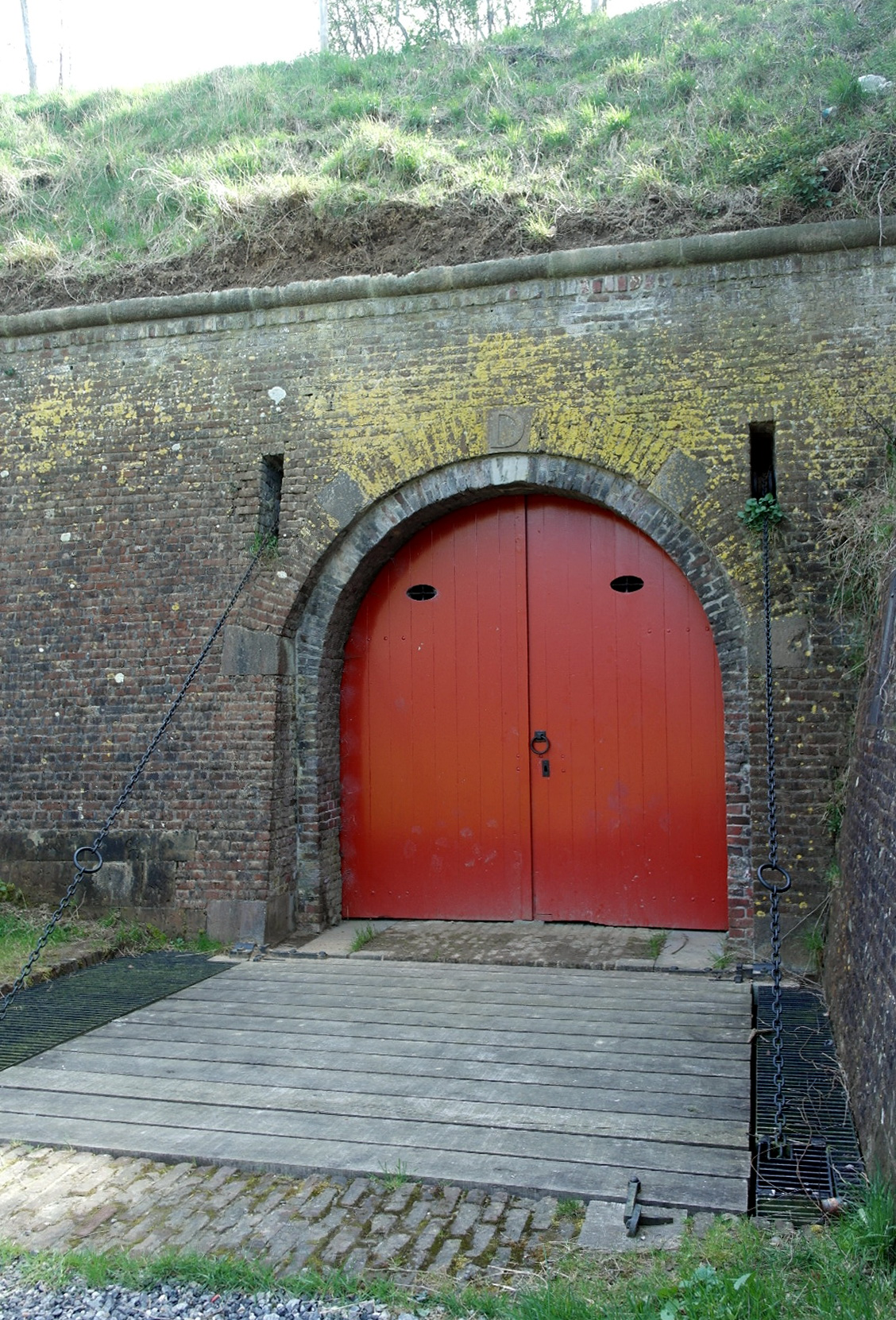
Sortie D, veldzijde

### Lunetten Zeeland, Holland en Gelderland
De bouw van de lunetten in de Linie van Du Moulin begon in juli 1773 en was in juli 1775 voltooid. De aannemer was J.L. Franssen. In 1783 werd het mijnenstelsel van de lunetten uitgebreid met luistergalerijen tot onder de bedekte weg. Deze werden in 1794, in de aanloop naar het beleg door Kléber, veldwaarts uitgebouwd, echter in hout. De lunetten hebben een gemetselde escarp en contrescarp. Tussen de flanken en de 'gedetacheerde' facen bevindt zich een opening, die met een hek kan worden afgesloten. De lunetten hebben een aarden borstwering met banket. In de saillant bevindt zich een barbette voor het geschut. Aan de voorkant ligt de bedekte weg, die door de lunetten moest worden verdedigd. Aanvankelijk waren er in dit deel van de vestingwerken vier lunetten; de lunet Utrecht is in 1911 gesloopt voor de bouw van de wijk Brusselsepoort en de lunet Zeeland is deels bedekt met aarde. De lunet Gelderland is als enige geheel gerestaureerd.

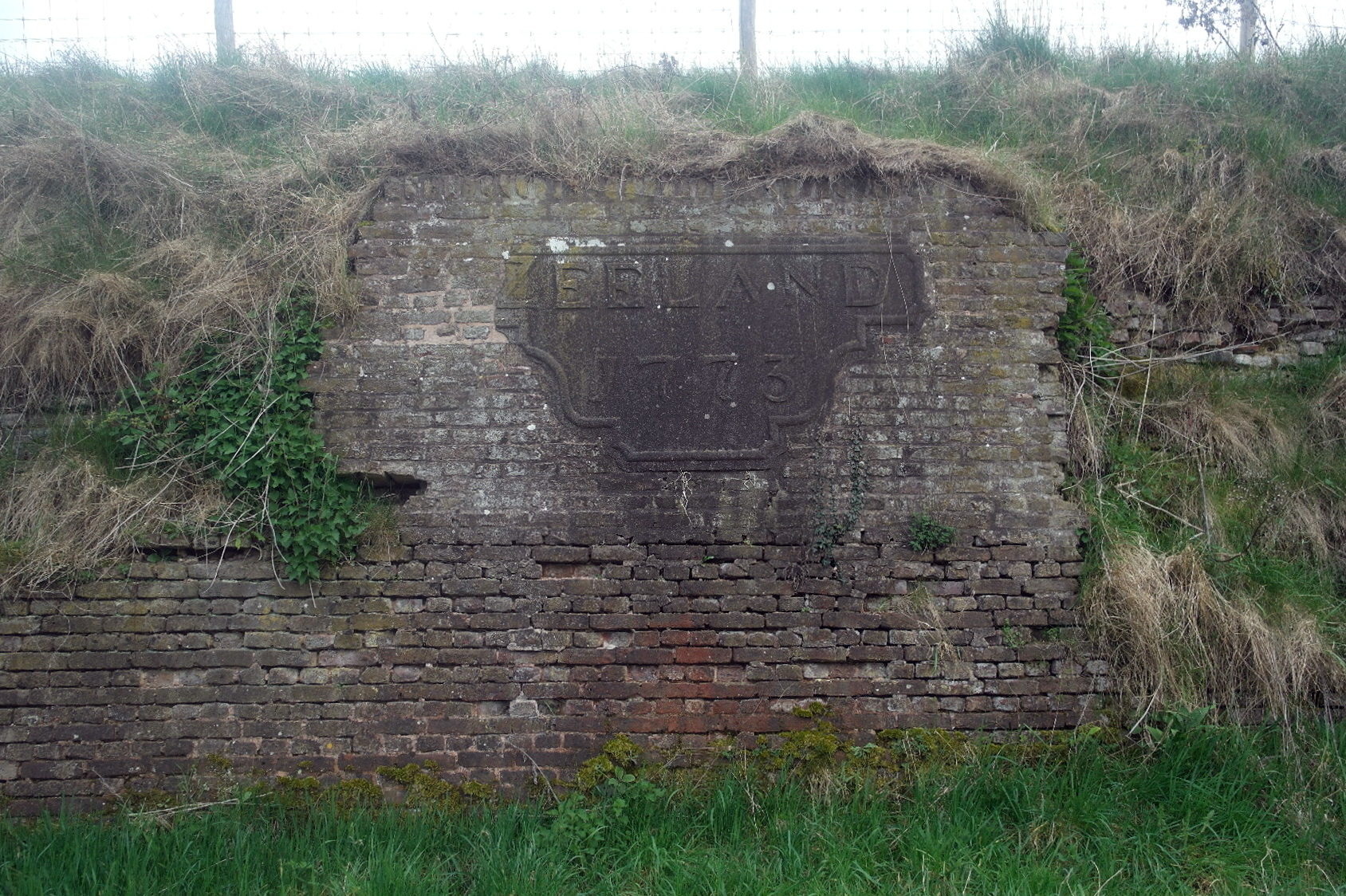
Naamsteen lunet Zeeland
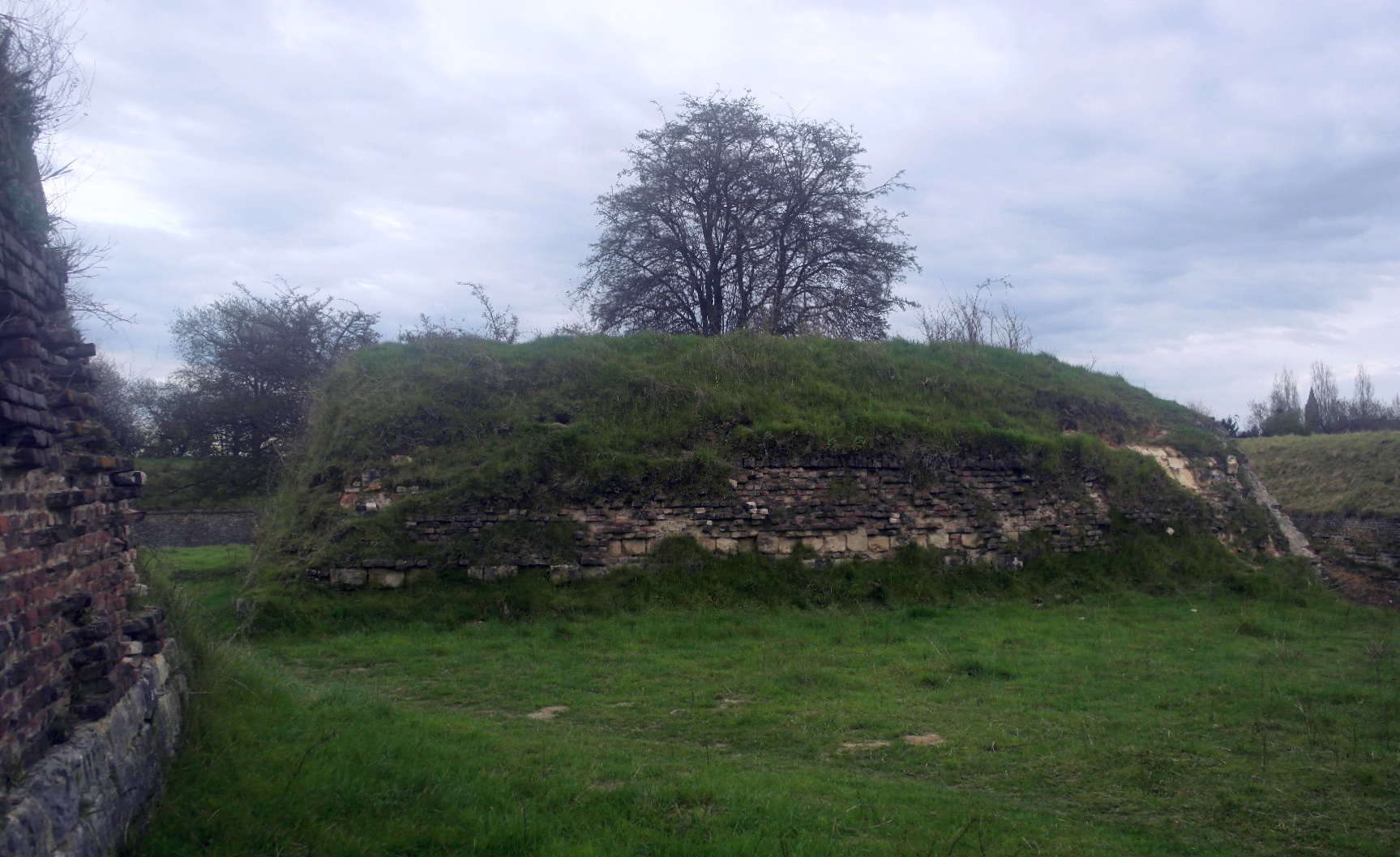
Lunet Holland
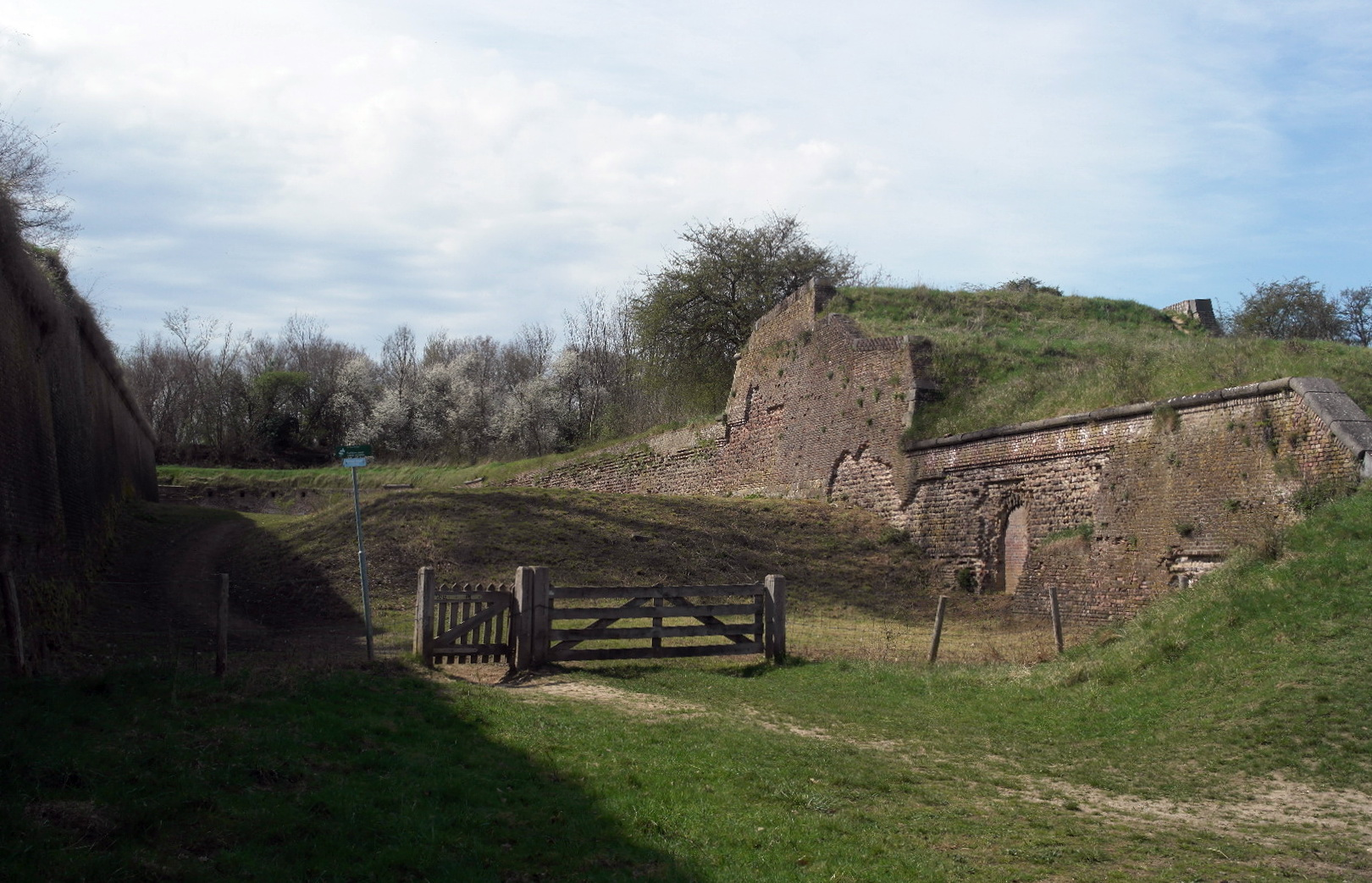
Lunet Gelderland
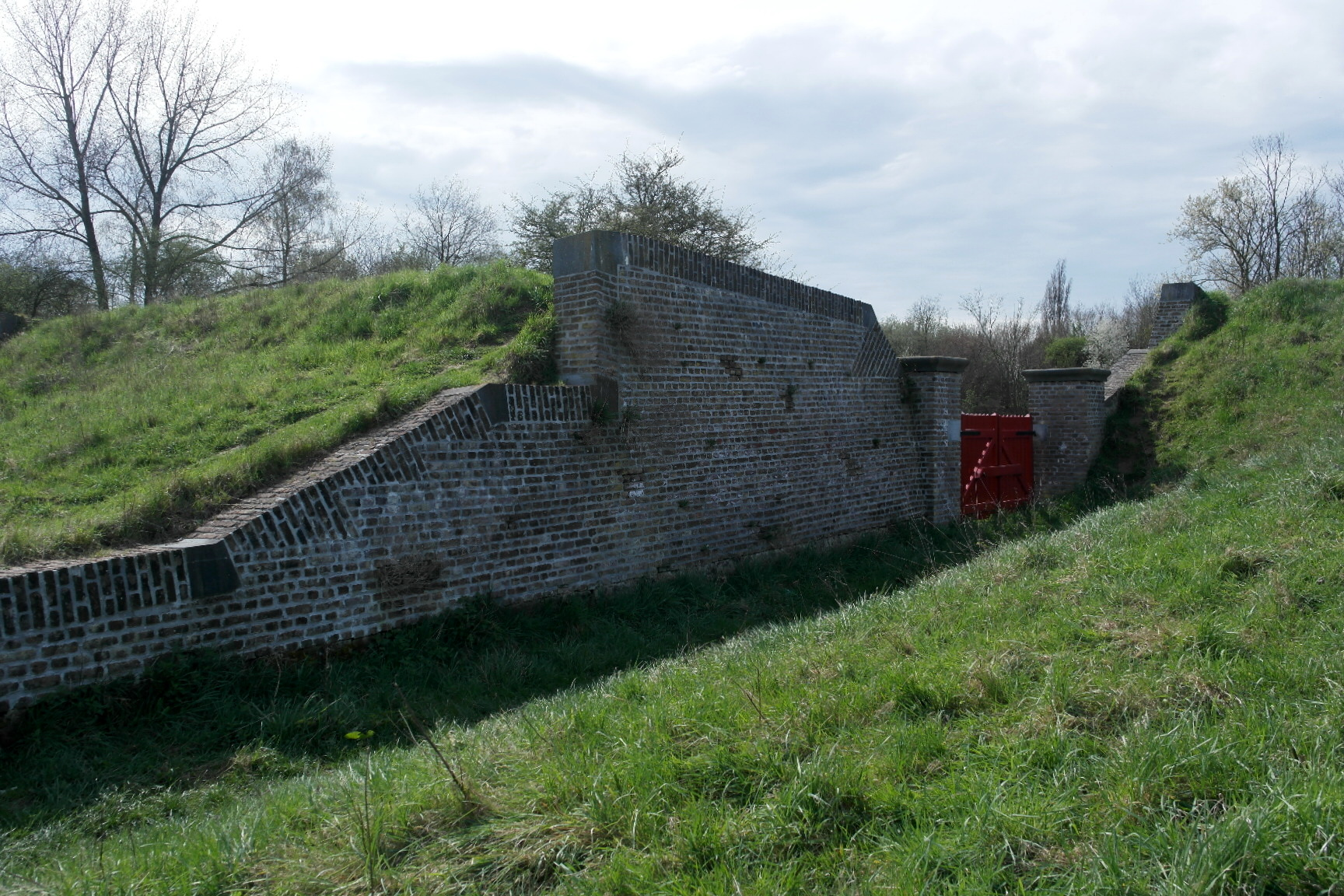
Detail lunet Gelderland

### Droge grachten en caponnières
De droge grachten in de Linie van Du Moulin zijn een essentieel onderdeel van de verdedigingslinie, ook al bevatten ze geen water vanwege de relatief hoge ligging. De gemetselde caponnières in de rondingen van de grachten bieden extra bescherming. De caponnières zijn voorzien van dubbele rijen openingen, waarvan de onderste schietgaten zijn en de bovenste rookgaten voor de kruitdampen. Via de straalsgewijs aangebrachte schietgaten kan de hele gracht onder vuur genomen worden. De caponnières bieden tevens toegang tot de ondergrondse mijngalerijen. Droge grachten met caponnières bevinden zich tegenover de saillant van de couvreface Du Moulin en de bastions Erfprins en Holstein, alsmede in de keel van laatstgenoemd bastion. De stevige, houten deuren waren aanvankelijk bruin geschilderd, maar zijn tegenwoordig rood.

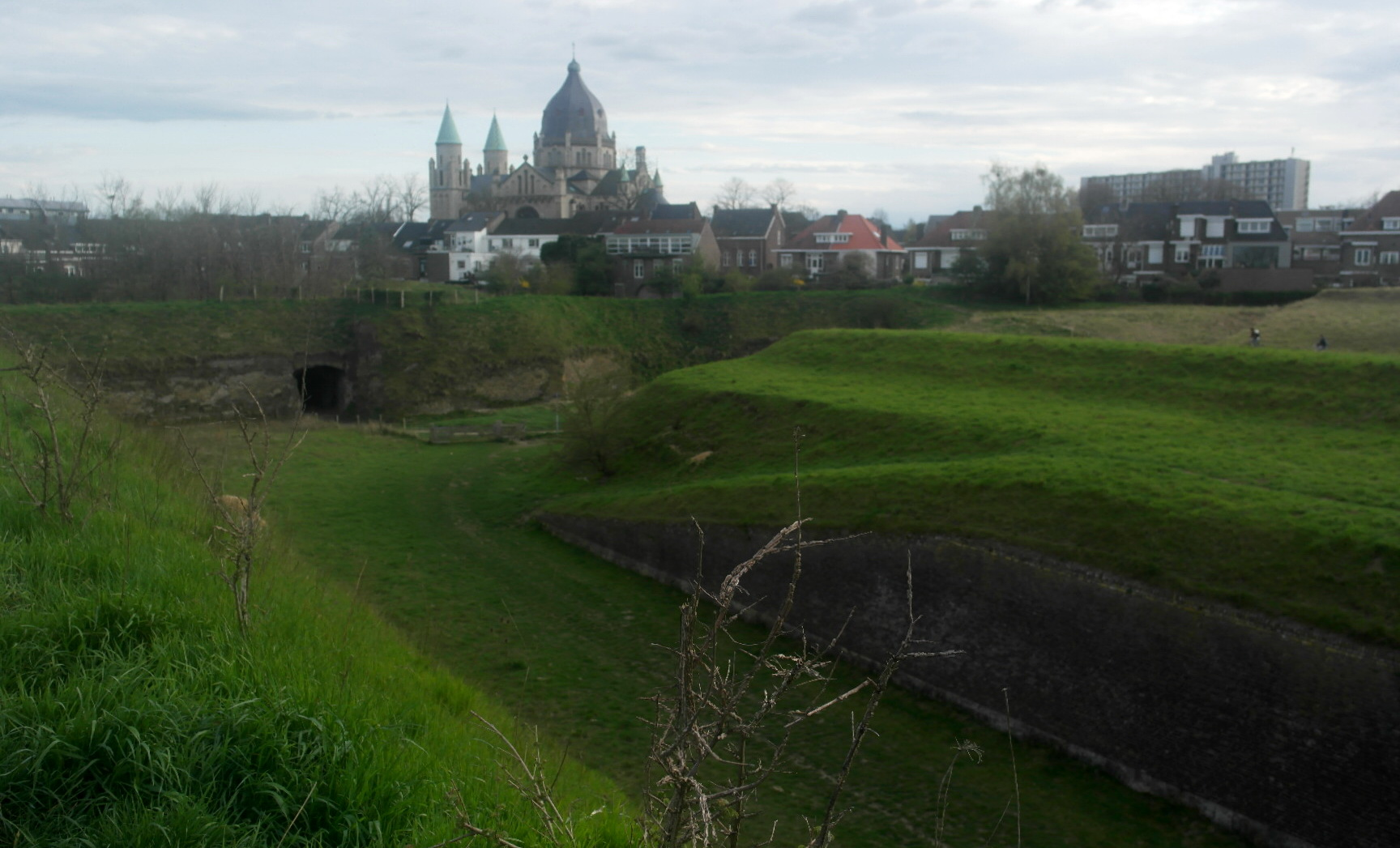
Droge gracht zuidelijk deel
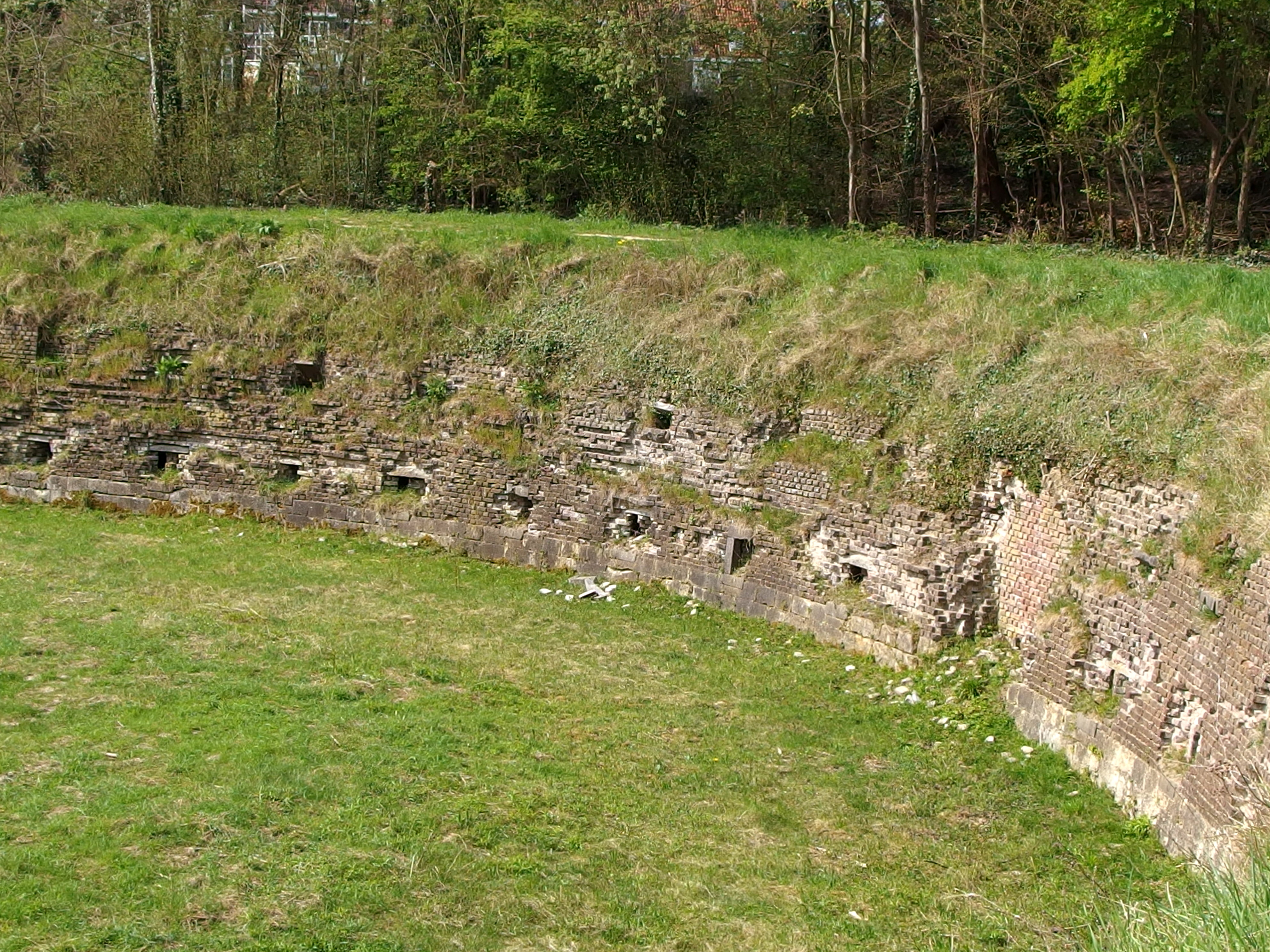
Caponnière Du Moulin
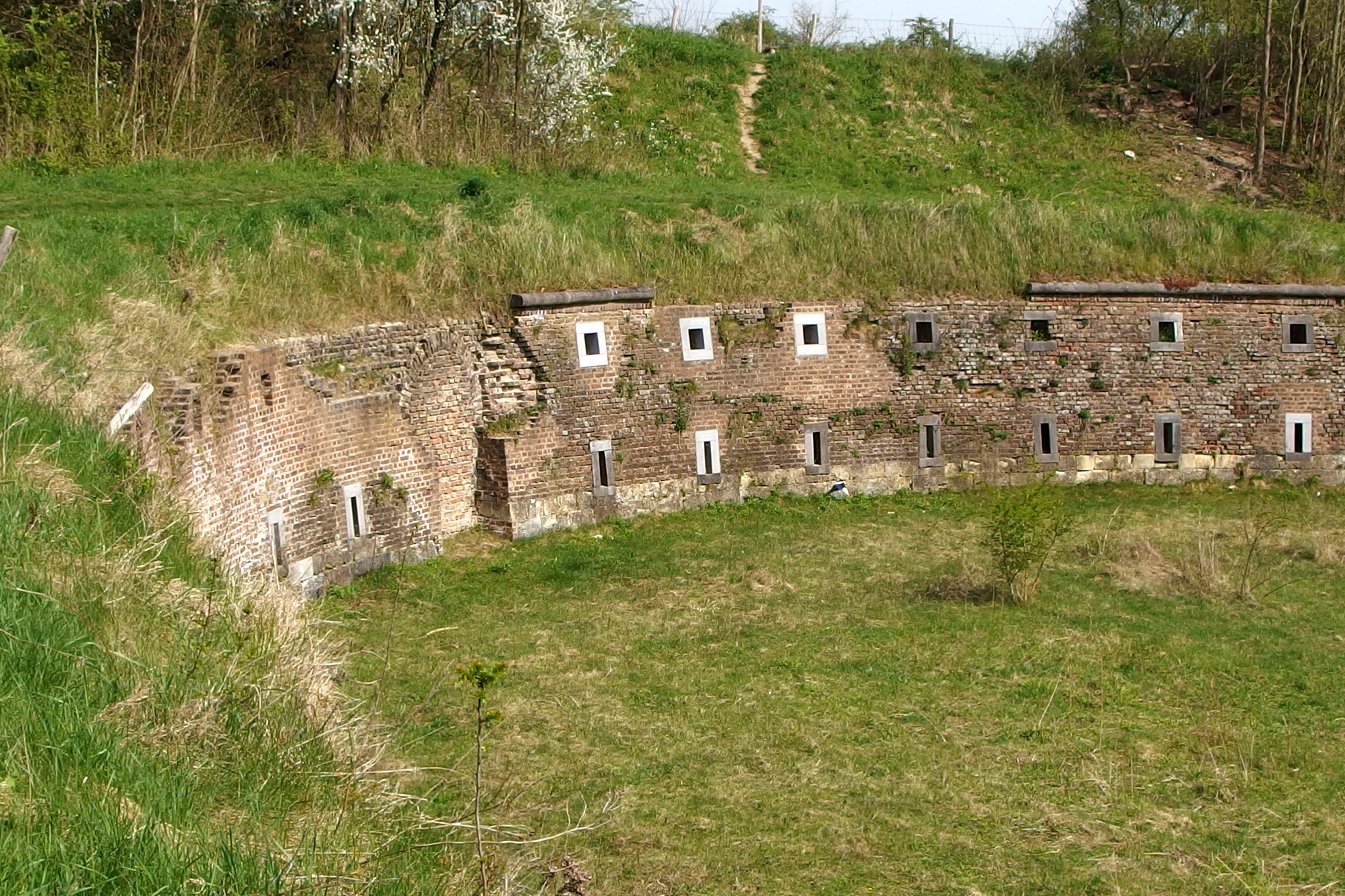
Caponnière Erfprins
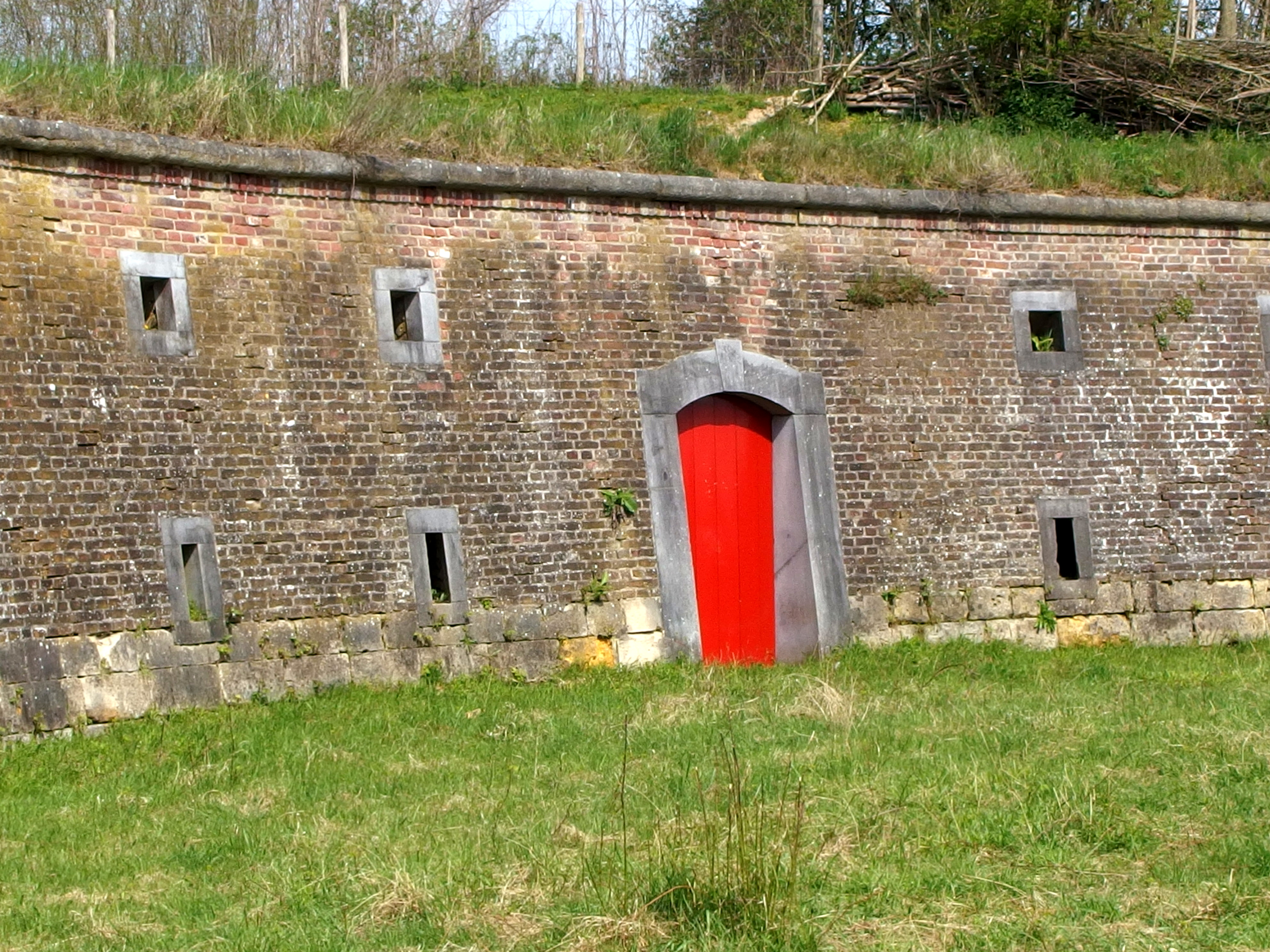
Detail caponnière Holstein